# Битва на Сутьеске
Битва на Сутьеске (сербохорв. Bitka na Sutjesci / Битка на Сутјесци) — оборонительные действия Оперативной группы дивизий Верховного штаба Народно-освободительной армии Югославии (НОАЮ) в ходе немецкой наступательной операции «Шварц» (нем. Unternehmen «Schwarz») в период с 15 мая до 15 июня 1943 года. Битва на Сутьеске стала кульминацией Народно-освободительной войны в Югославии и самым крупным и кровопролитным партизанским сражением Второй мировой войны в Европе. Велась на территории Черногории, Санджака и Юго-Восточной Боснии. Решающие боевые действия происходили в районе реки Сутьеска. События битвы в югославской и советской историографии также известны под названием «Пятое вражеское наступление» (сербохорв. Peta neprijateljska ofenziva / Пета непријатељска офанзива).
С югославской стороны в битве участвовали 4 дивизии общей численностью около 22 тысяч человек, в том числе около 4 тысяч больных и раненых. С немецкой стороны задействовались германские, итальянские, усташско-домобранские и болгарские войска, всего около 127 тысяч человек (по другим данным около 90 тысяч человек).
В результате месячных ожесточённых боёв Оперативная группа дивизий вырвалась с очень большими потерями из окружения, сорвав тем самым немецкий план её уничтожения. Битва на Сутьеске явилась моральным поражением войск стран «оси». НОАЮ сохранила ядро своей армии и уже вскоре начала наступление в Восточной Боснии, где в течение июня — июля 1943 года освободила значительную территорию. После того, как стало известно о неудавшейся попытке ликвидации главных сил НОАЮ, значительно возросла поддержка партизан всеми югославскими народами, а западные союзники начали снабжать их оружием и боеприпасами. Битвы на Сутьеске и Неретве заложили начало перелома в войне в Югославии. После неудавшихся попыток ликвидации главной партизанской группировки немецкое командование начало рассматривать НОАЮ как самого опасного противника на Югославском театре военных действий, угрожавшего стратегическим и экономическим интересам Германии в Югославии и на Балканах, а инициатива в военном противостоянии с Югославской армией на родине (ЮВуО, также четники) целиком перешла к партизанам.

## Предыстория

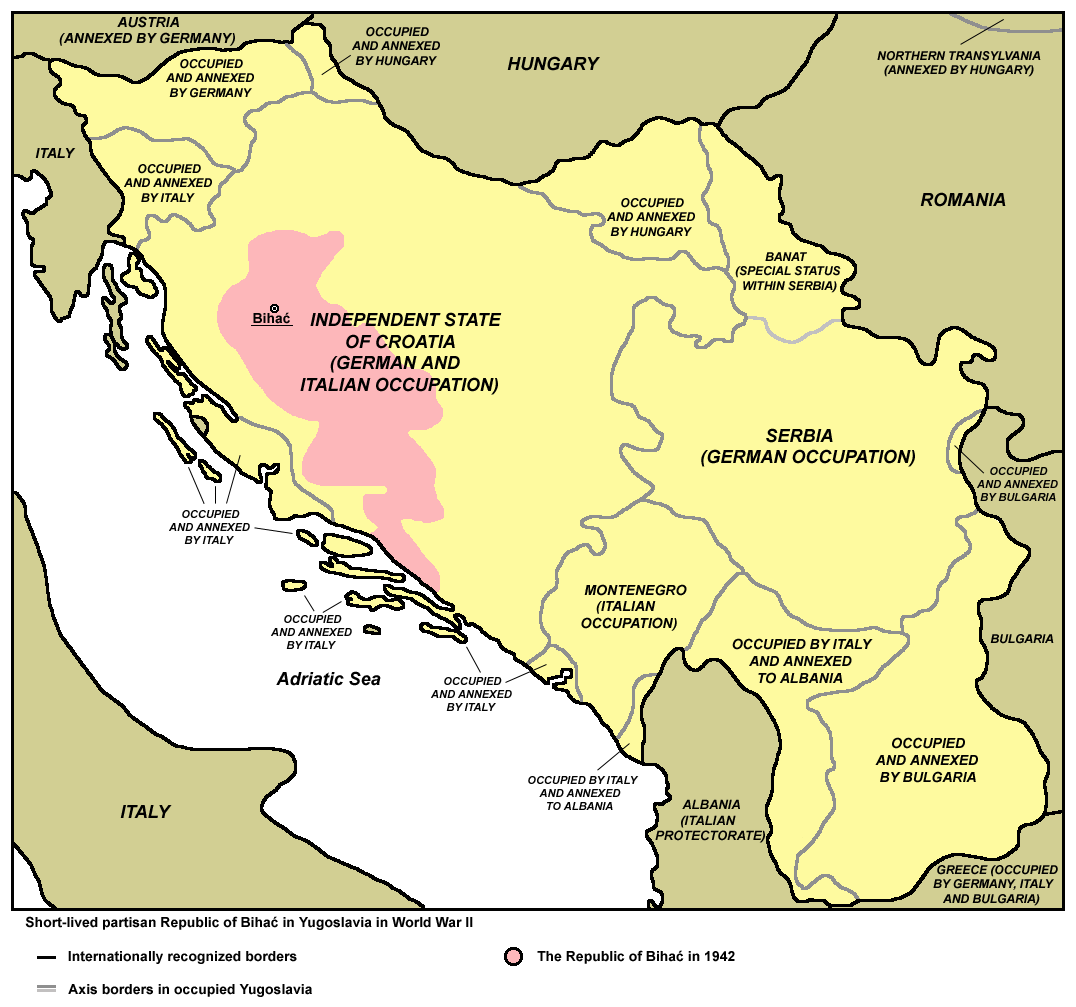
Освобождённая партизанами территория так называемой «Бихачской республики», 1942 год

Весной 1943 года германское командование ожидало вторжения англо-американских войск на Балканах. В этой связи решение «партизанской проблемы» и разоружение четников на территории оккупированной Югославии стало вопросом стратегического значения. Основные силы НОАЮ (1-й Хорватский, 1-й Боснийский корпуса и Оперативная группа дивизий (ОГД) Верховного штаба) контролировали обширную освобождённую территорию в Западной Боснии и Хорватии. В случае высадки десанта на Восточной Адриатике партизаны практически обеспечили бы силам союзников плацдарм и нарушили немецкие линии коммуникаций, ведущие к морю. По плану немецкого командования надлежало установить стабильность в регионе ещё к весне 1943 года. В течение декабря 1942 — января 1943 годов в ходе серии совещаний на уровне военного командования стран «оси» был подготовлен цикл на тот период крупнейших операций под условным названием «Вайс» с целью уничтожения всех повстанческих формирований — как партизан, так и четников. Цикл операций предусматривалось осуществить в три этапа. В ходе первого — «Вайс-1» — планировалось ликвидировать соединения и отряды НОАЮ на освобождённой территории юго-восточнее рек Купа и Сава. На втором этапе — «Вайс-2» — предстояло уничтожить соединения и отряды партизан, которым удалось бы уйти из-под удара, а также силы НОАЮ, дислоцирующиеся южнее линии Босански-Петровац — Ключ — Мрконич-Град. На заключительном этапе — «Вайс-3» — предполагалось истребить оставшиеся партизанские формирования и разоружить четников.
Хотя операция «Вайс-1» охватила обширную территорию Западной Хорватии, Боснии и Черногории, её результаты не оправдали ожиданий. В ходе операции, завершившейся 15 февраля 1943 года, войска стран «оси» заняли территорию «Бихачской республики», однако партизанам удалось частью уйти из-под удара, частью вырваться из немецкого окружения и собрать свои силы для новых сражений. Не достигла своей цели и операция «Вайс-2». К 17 марта ОГД сорвала планы германского командования по её разгрому и прорвалась из окружения на реке Неретве, а в ходе последующих боёв нанесла ряд сокрушительных поражений четникам у Главатичева, Невесиня и Калиновика. Операция «Вайс-3» не проводилась. В течение следующих восьми недель главные силы Верховного штаба до конца апреля разбили части четников в Герцеговине и Юго-Восточной Боснии, а их остатки отбросили в Санджак и Черногорию. В первой половине мая ОГД нанесла урон итальянским войскам в районе городов Никшич и Подгорица.
Временно приостановив боевые действия против ОГД, немецкое командование отслеживало продвижение партизан на восток и готовилось к новой операции. Предложения о её проведении были переданы главнокомандующим немецкими войсками на Юго-Востоке генералом Лёром в ставку Гитлера ещё в первой половине марта 1943 года. 31 марта Гитлер одобрил замысел операции, предусматривающий уничтожение партизан и последующее разоружение четников. С учётом произошедшего изменения оперативной обстановки ввиду прорыва ОГД в Санджак и Черногорию и поражения войск четников, генерал Лёр внёс корректировки в концепцию плана и сообщил 1 апреля Верховному командованию вермахта о подготовке операции «Шварц» с целью уничтожения сил партизан, а также формирований Дражи Михайловича в Хорватии и Черногории. В начале мая приготовления к операции близились к завершению, и Лёр отдал приказ о её проведении. Непосредственное руководство операцией возлагалось на командующего немецкими войсками в Хорватии генерала от инфантерии Лютерса (нем. Rudolf Lüters). 6 мая Лютерс приказал подчинённым войскам приступить к осуществлению операции «Шварц» с 15 мая.

## План немецкого командования
Согласно замыслу операции «Шварц», планировалось сосредоточить превосходящие силы вокруг Оперативной группы дивизий ВШ в Санджаке и Черногории и окружить её. Затем, наступая в глубину освобождённой территории, стянуть кольцо и ликвидировать партизанские соединения вместе с Верховным штабом. Для реализации замысла выделенные для операции войска надлежало постепенно сконцентрировать вокруг района, отмеченного линиями коммуникаций Фоча — Горажде — Плевля — Приеполе — Биело-Поле — Колашин — Подгорица — Никшич — Билеча — Гацко — Калиновик. Часть сил, действующих с северного и западного вспомогательных направлений, должна была выдвинуться в каньоны рек Тара и Пива и занять все имеющиеся здесь переправы. В то же время главным силам операции предстояло наступать широким фронтом из района населённых пунктов Колашин и Никшич на запад и север в направлении горного массива Дурмитор, зажать в кольце окружения Оперативную группу дивизий на плоскогорье между нижними течениями рек Тары и Пивы и Дурмитором и там её уничтожить. Операция готовилась в условиях строгой секретности. Для обеспечения внезапности итальянская сторона до начала военных действий о деталях операции не информировалась. С учётом требования Гитлера о разоружении четников, генерал Лютерс распорядился уже в начальной фазе операции, в процессе выдвижения немецких войск на исходные позиции, провести разоружение расположенных в районе действий подразделений ЮВуО.

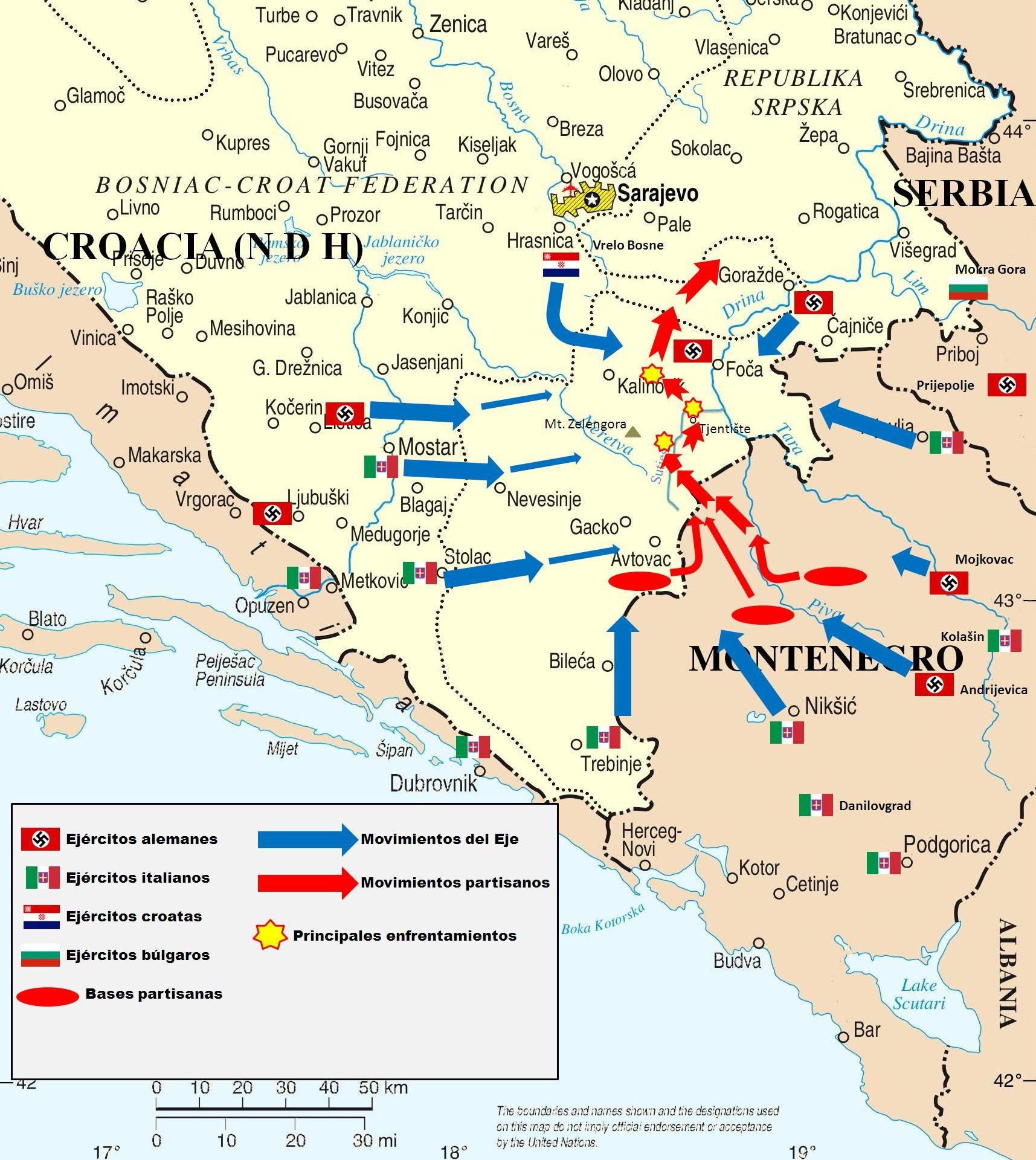
Карта боевых действий в ходе операции «Шварц»

Основная роль в операции отводилась германским войскам. C целью повышения боеспособности немецкого контингента в Югославии до начала операции было проведено переформирование 704-й, 714-й, 717-й и 718-й оккупационных пехотных дивизий соответственно в 104-ю, 114-ю, 117-ю и 118-ю егерские дивизии. Был усилен их командный и личный состав. Дивизионная артиллерия получила горные орудия.
В операции задействовались четыре усиленные германские дивизии: 1-я горнопехотная дивизия (переброшенная с Восточного фронта), 7-я добровольческая горнопехотная дивизия СС «Принц Евгений», 118-я егерская дивизия, большая часть 369-й пехотной дивизии, усиленный 724-й полк 104-й егерской дивизии и полк дивизии «Бранденбург», всего около 67 тысяч человек. Кроме них привлекались три итальянские дивизии: 1-я альпийская горнострелковая дивизия «Тауринензе», 19-я пехотная дивизия «Венеция» и 23-я пехотная дивизия «Феррара», численностью 43 тысячи человек, а также так называемые войска группы сектора «Подгорица»: болгарский 61-й полк (2 тысячи человек) и домобранская 4-я егерская бригада. В общей сложности в операции участвовали 7 усиленных дивизий общей численностью около 127 тысяч человек (по другим данным около 90 тысяч человек), поддерживаемых 7—8 артиллерийскими полками, одним немецким танковым батальоном и авиацией в составе около 160 боевых и разведывательных самолётов. Концентрация войск обеспечивала наступающим многократное превосходство в живой силе над партизанской группировкой, состоящей из измученных и голодных людей, сосредоточенных в труднопроходимой безжизненной горной местности и пребывающих на грани выживания, к тому же отягощённой наличием Центрального госпиталя, в котором содержалось около 3500 раненых.

### Положение и задачи сил операции «Шварц»
С целью сокрытия подготовки операции только небольшая часть привлечённых сил вышла к 15 мая на свои исходные рубежи:
- 1-я горнопехотная дивизия, усиленная полком «Бранденбург», завершала сосредоточение на линии Матешево — Колашин — Мойковац — Биело-Поле с задачей наступать на запад через гору Синяевину к Дурмитору;
- 7-я горнопехотная дивизия СС находилась к западу от Мостара, откуда должна была выйти на линию Гацко — Билеча — Никшич и затем несколькими колоннами наступать в направлении Жупа-Пивска, Комарницы и Дурмитора;
- 118-я егерская дивизия, усиленная двумя полками 4-й домобранской егерской бригады, пребывала в районе Кониц — Сараево — Трново и частью в районе Фочи. Ей надлежало пробиться к нижним течениям Пивы и Тары и перекрыть все переходы через каньоны этих рек;
- усиленная полковая оперативная группа 369-й пехотной дивизии сосредоточилась в долине Дрины в секторе Устиколина — Горажде и должна была наступать через Чайниче и реку Чехотина, затем выйти на среднее течение Тары и блокировать переправы на данном участке;
- боевая группа «Людвигер» (немецкий 724-й и болгарский 61-й полк) находилась в долине Лима на участке от Приеполе до Бродарево и имела задачу наступать к реке Тара;
- дивизия «Венеция» дислоцировалась в гарнизонах в населённых пунктах Колашин, Биело-Поле и Беране;
- дивизия «Тауринензе» — в Плевле и Приеполе;
- дивизия «Феррара» — в районе Никшич — Даниловград;
- группа сектора «Подгорица» — в районе Подгорицы и Спужа[17].

## Оперативная обстановка и план действий ВШ НОАЮ
В начале мая 1943 года ОГД вышла на подступы к рекам Тара и Лим, создав тем самым предпосылки для прорыва через Косово и Метохию в Сербию. Этим были поставлены под угрозу линии коммуникаций с германскими войсками в Греции. ОГД имела в своём составе четыре дивизии и одну оперативную группу бригад общей численностью около 18 тысяч человек. Вместе с ними пребывали свыше трёх тысяч раненых и больных, большая часть которых находилась в Центральном госпитале, остальные — в дивизионных и бригадных госпиталях. В соответствии с планом Верховного штаба, расположение войск в середине мая соответствовало намерениям дальнейшего продвижения на восток к реке Лим: две дивизии, 1-я Пролетарская (1-я Пролетарская, 3-я Пролетарская Санджакская и 3-я Краинская пролетарская бригады) и 2-я Пролетарская (2-я Далматинская, 4-я Пролетарская Черногорская и 7-я Краинская бригады), завершили подготовку к нападению на итальянские гарнизоны в населённых пунктах Мойковац и Колашин. Остальные силы: 3-я ударная дивизия (1-я Далматинская, 5-я Пролетарская Черногорская и 10-я Герцеговинская бригады), 7-я Банийская дивизия (7-я, 8-я и 16-я Банийские бригады, а также приданная 3-я Далматинская бригада) и Дринская оперативная группа (2-я Пролетарская, 6-я Восточно-Боснийская и 1-я Маевицкая бригады) обеспечивали оборону освобождённой территории и расположенного там Центрального госпиталя со стороны Никшича, Гацко, Фочи, Горажде и Плевля. Партизанские дивизии насчитывали от трёх до четырёх тысяч человек. Немецкие дивизии значительно превосходили их по количеству личного состава. К примеру, в 1-й горнопехотной дивизии по состоянию на 1 мая числились 21203 человека — больше, чем во всей ОГД.
В начале мая Верховный штаб переместился в район села Доне-Крушево (современное название — Крушево-на-Пиви) и располагался там в течение следующих десяти дней. 8 мая на совещании у Тито перед командирами 1-й и 2-й пролетарских и 3-й ударной дивизий Коча Поповичем, Пеко Дапчевичем и Радованом Вукановичем были поставлены следующие задачи: 1-й и 2-й дивизиям поручалось овладеть городами Мойковац и Колашин, затем Беране и Андриевицей и тем самым создать условия для прорыва в Косово и Метохию и далее в Южную Сербию. Остальным войскам поручалась оборона освобождённой территории в северо-западной части Черногории и в Санджаке: 3-й дивизии была поставлена задача прикрыть направление со стороны Никшича и Гацко; 7-й Банийской дивизии (командир Павле Якшич) — занять линию в среднем течении реки Чехотина и держать оборону на направлении от Плевля; новосформированной Дринской оперативной группе предстояло прикрывать направление от Горажде и Фочи к Чайниче, особенно к сёлам Челебичи и Шчепан (сербохорв. Šćepan Polje), в районе которых располагался Центральный госпиталь. Через несколько дней после совещания ВШ переместился в Джурджевича-Тару (сербохорв. Đurđevića Tara), чтобы быть ближе к району действий 1-й и 2-й Пролетарских дивизий, завершающих подготовку к наступлению в долине Лима и верхнего течения Тары. 15 мая Тито направил этим дивизиям последние указания в отношении штурма Мойковаца и Колашина, назначенного на 17 мая. Начало вражеского наступления, однако, изменило эти планы.

### Разведывательные сведения о немецких приготовлениях
В первой половине мая в Верховный штаб стали поступать донесения из разных мест о передислокации немецких войск в сторону Черногории, а также первичные непроверенные сведения о готовящемся новом немецком наступлении на этом пространстве. Главный штаб Народно-освободительной армии и партизанских отрядов (НОАиПО) Хорватии сообщил 1 мая, что по железной дороге Босански-Брод — Сараево каждый день проходит «6—8 немецких эшелонов». Штаб 1-го Боснийского корпуса информировал 9 мая о начале переброски немецких войск «через Черногорию в Албанию», а 10 мая известил, что немцы, сконцентрированные в районе Мостар — Имотски, начинают продвижение в направлении Герцеговины и Черногории. Разведка 1-й Пролетарской дивизии доложила 10 мая, что, «по непроверенной информации, немцы имеют задачу обезопасить долину реки Лим, а по некоторым сведениям, развернуть наступление против нас».
Штаб 2-й Пролетарской дивизии 14 мая известил Верховный штаб, что, по непроверенным данным, в Черногории ожидается прибытие «трёх немецких дивизий, а именно: одной из населённого пункта Печ к Колашину, второй — из Приеполе к Плевля и третьей — из Билеча к Никшичу». Всё это были признаки каких-то приготовлений, но Верховный штаб всё ещё не мог определить, каковы настоящие намерения немецкого командования. По заключению боснийского историка Гая Трифковича, Оперативная группа дивизий ВШ НОАЮ, с запозданием обнаружив приготовления противника, оказалась в сложном положении.

## Боевые действия

### Выдвижение немецких войск на исходные позиции и разоружение четников
11 мая, неожиданно для итальянского командования, немецкие войска от населённых пунктов Нови-Пазар и Печ были переброшены в зону итальянского военного контроля в Герцеговине и Черногории. Были заняты железнодорожные и телеграфные линии и сильно ограничены возможности действий итальянских частей. После этого немцы занялись разоружением находившихся в этом районе четников. 14 мая, когда 1-я горнопехотная дивизия и подразделения полка «Бранденбург» проникли глубоко в пределы итальянской зоны оккупации, командующий немецкими войсками на Юго-Востоке генерал Лёр известил об этом командующего 2-й итальянской армией генерала Роботти (итал. Mario Robotti). В ходе выдвижения немецких войск на исходные рубежи операции «Шварц», а также в её начальной фазе, к 22 мая были разоружены, интернированы, рассеяны либо частично уничтожены около четырёх тысяч четников. Согласно немецким отчётам, 17 четников были убиты, 3754 — взяты в плен. Несмотря на то, что итальянцам в основном оставалось лишь наблюдать за действиями немцев в отношении их союзников, при их содействии большая часть четников избежала разоружения и во главе с Михайловичем отступила в Сербию.

### Этапы битвы
Операция «Шварц» началась 15 мая 1943 года концентрическим наступлением немецких и союзных им войск на направлениях к линии блокирования в каньонах нижних течений рек Тара и Пива. Периметр района операции составлял около 500 км. Югославские военные историки разделяют боевые действия ОГД в ходе состоявшейся битвы на три этапа. Первый этап (15—27 мая) охватывает действия Оперативной группы дивизий с целью продвижения на восток и, после отказа от первичного плана, попытку прорыва в направлении Фочи, в то время как противник осуществлял оперативное окружение партизанских сил. Второй этап (28 мая — 9 июня) включает переброску партизанских соединений через реку Пива на Вучево и выход в долину Сутьески, разделение ОГД на две части и попытку прорыва через горный хребет Зеленгора в Восточную Боснию, а также через реку Тара в Санджак. В этот период немецко-итальянские войска осуществляли тактическое стягивание кольца окружения. Третий этап (10—15 июня) охватывает прорыв большей части ОГД на Яхорину, окружение и гибель 3-й ударной дивизии и Центрального госпиталя НОАЮ в долине Сутьески.

### Первый этап (15—27 мая)
Утром 15 мая состоялись первые бои между частями ОГД и немецко-итальянскими войсками на линии Биело-Поле — Мойковац — Колашин. Верховный штаб не сразу оценил масштаб угрозы со стороны противника, считая появившиеся в этом районе немецкие войска незначительным препятствием, которое лишь на некоторое время задержит наступление партизанских дивизий. Однако ухудшение ситуации в последовавшие дни и мощный натиск со стороны немецких войск в секторе Биело-Поле — Колашин продемонстрировали ошибочность первоначальных оценок. Верховный штаб оказался вынужден отказаться от запланированного штурма Колашина и Мойковаца и отдать приказ об отходе войск 1-й и 2-й Пролетарских дивизий на запад с целью сокращения фронта и занятия более выгодных оборонительных позиций.
В первые дни операции «Шварц» ожесточённые бои шли и в секторе действий Дринской группы, где противник наступал большими силами из районов Фочи и Горажде. Части 369-й пехотной дивизии уже 15 мая заняли Чайниче и в следующие дни соединились с силами итальянской дивизии «Тауринензе», наступавшей из Плевля. 118-я егерская дивизия одной частью своих войск продвигалась из района Фочи к Челебичам и Шчепан-Полю, а другой пробилась с линии Калиновик — Улог в долину Сутьески. Стремясь вывести из-под удара Центральный госпиталь, Верховный штаб отдал 17 мая приказ об эвакуации раненых из района села Челебичи вглубь Санджака. Тем временем 7-я горнопехотная дивизия СС «Принц Евгений», двигаясь с запада через Неретву, вышла 18 мая на линию Гацко — Билеча и продолжила продвижение несколькими колоннами на направлениях к Жупа-Пивской, Голии и реке Комарница, а основными силами — к Никшичу, чтобы оттуда наступать на север к Дурмитору.
С 15 по 20 мая немцам удалось в основном завершить оперативное окружение ОГД в Санджаке и Черногории. Вместе с тем, наряду с успешной реализацией плана операции «Шварц», в первые дни боёв итальянским войскам довелось испытать чувствительное поражение, что отразилось на развитии общих боевых действий. Ещё в ходе сосредоточения частей 1-й и 2-й Пролетарских дивизий для атаки на Колашин и Мойковац была сформирована ударная группа из трёх батальонов 4-й и 5-й Пролетарских Черногорских бригад, которой была поставлена задача очистить от четников район Пипери и пробиться возле Биоче на дорогу Подгорица — Матешево, чтобы прикрыть с юга партизанские силы, готовившиеся штурмовать Колашин. 13 мая в районе села Радовце, к северу от Подгорицы, партизаны сходу атаковали и разбили крупную группировку четников, сосредоточенную здесь по согласованию с итальянским командованием для совместных действий против ОГД. В ответ на это итальянцы перебросили из Подгорицы к Биоче подразделения 383-го полка. В боях с 14 до 18 мая полк потерпел тяжёлое поражение. 3-й батальон был полностью уничтожен, а командир полка погиб. Согласно итальянским данным, потери полка составили 739 человек, из которых 400 человек с восемью офицерами считались попавшими в плен, а остальные — убитыми или ранеными. Партизанская ударная группа захватила так много оружия, боеприпасов и другого военного снаряжения, что вынуждена была часть трофеев уничтожить. Успех подразделений ОГД около Подгорицы ошеломил итальянское командование и вынудил его форсировать развёртывание частей и сосредоточить около пяти полков в секторе Матешево — Биоче — Подгорица. Это поражение итальянцев на линии коммуникаций между Подгорицей и Колашином всерьёз обеспокоило немцев, пришедших к выводу, что «Тито отказался от прорыва в Санджак и перемещает свои силы на юг, чтобы прорваться на юго-восток», в Албанию. Опасаясь прорыва партизан из кольца окружения, немецкое командование перебросило часть сил на угрожаемое направление, что на начальном этапе наступления ослабило и замедлило продвижение на других участках.
Бои 1-й и 2-й Пролетарских дивизий с немецкой 1-й горнопехотной дивизией в долине Лима показали бесперспективность прорыва на данном направлении, что вынудило Верховный штаб искать иное решение. По мере развития обстановки замысел противника становился более понятен. 18 мая Тито отменил план прорыва в Южную Сербию и ориентировал войска группы к смещению на запад для выхода из окружения в направлении Восточной Боснии.

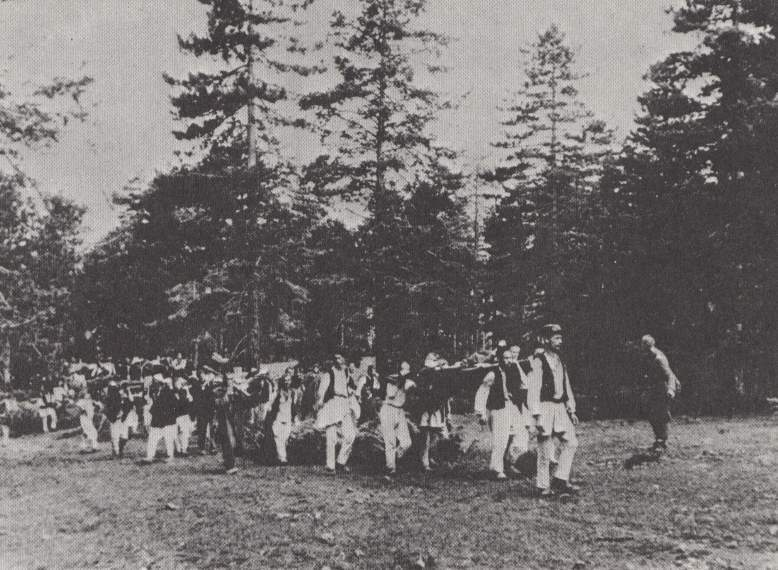
Сельские жители переносят раненых, 1943 год

Действия ВШ и ОГД сильно сковывало большое число раненых. В связи с угрозой Центральному госпиталю большая часть 1-й Пролетарской дивизии была срочно переброшена из района Биело-Поле в направлении Фочи для укрепления фронта Дринской оперативной группы. 2-й Пролетарской дивизии было приказано отступить из района Колашина и Мойковаца вглубь горного массива Синяевина и перейти к обороне, в то время как 7-й дивизии надлежало срочно выдвинуться в сектор Гацко для усиления обороны 3-й дивизии. Перед остальными частями была поставлена задача сдерживания продвижения неприятельских войск.
В ожесточённых боях 21—23 мая на пространстве Челебичи — Златни-Бор — Троврх части 118-й егерской дивизии были остановлены и отброшены к Фоче, где перешли к обороне. Дринская группа под командованием штаба 1-й Пролетарской дивизии в составе 5 бригад, сосредоточенных к юго-востоку от Фочи, получила приказ овладеть долиной реки Дрина южнее города Фоча, занять плацдарм на Дрине и создать условия для вывода раненых из окружения в направлении горы Яхорина. 24 и 25 мая бригады Дринской группы совершили несколько атак на позиции 118-й дивизии, но преодолеть их не смогли. На этот сектор немцы быстро перебросили пополнения и сконцентрировали в этом районе действия авиации. Положение Дринской группы обострилось после того, как 369-я дивизия оттеснила 3-ю Далматинскую бригаду и части 7-й дивизии, форсировала Чехотину в районе Градеца и устремилась к Челебичам, чем создала угрозу тылу партизанской оперативной группы у Фочи. Ввиду этого штаб 1-й Пролетарской дивизии прекратил 25 мая атаки у Фочи и перешёл к обороне. На остальных участках неприятель продолжал теснить партизанские части. Учитывая обстановку, сложившуюся после безуспешной попытки прорыва Дринской оперативной группы, Верховный штаб принял 26 мая решение о выходе ОГД из окружения через Пиву, Вучево и каньон реки Сутьески.

### Второй этап (28 мая — 9 июня)
Верховный штаб понимал стратегическое значение сектора Пивы для операций ОГД. Ещё в начале действий на направлении Фочи Тито отправил 22 мая на Вучево два батальона 2-й Пролетарской бригады с задачей обеспечить «в случае необходимости» плацдарм на этом направлении. Дальнейшее развитие обстановки показало, насколько верным было это решение. Заняв Вучево 23 мая, батальоны не позволили немцам овладеть важной позицией и блокировать подступы к Сутьеске. Местность на данном направлении была самой труднопроходимой, но именно данный фактор сейчас давал партизанам возможность прорыва из окружения. Когда немецкое командование оценило ситуацию, на плоскогорье Вучево уже были сосредоточены значительные силы партизан.

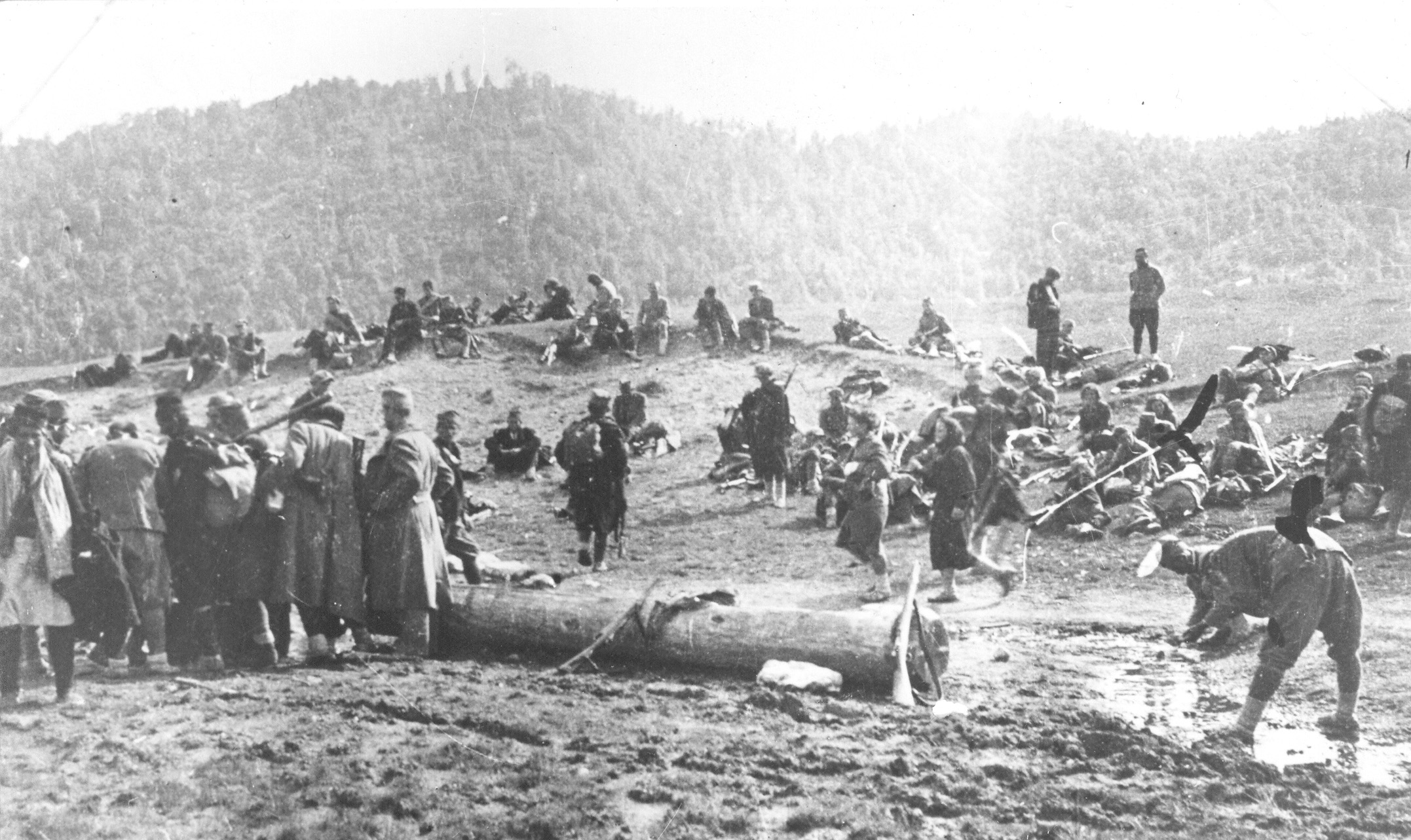
Подразделения 1-й Пролетарской бригады на привале возле Вучево

С 27 по 29 мая 1-я и 2-я дивизии, а также 6-я Восточно-Боснийская и Маевицкая бригады перебрались через Пиву и вышли на Вучево. В то же время началось отступление других частей ОГД из Санджака на левый берег Тары. Верховный штаб НОАЮ размещался недалеко от Чёрного озера под Дурмитором, откуда вечером 28 мая отправился в направлении Мратине на Пиве. Туда же с Синяевины были направлены 4-я Черногорская и 2-я Далматинская бригады 2-й Пролетарской дивизии. В тот же день в Верховный штаб прибыла английская военная миссия в составе шести человек, спустившихся накануне на парашютах на Негобуджско-Поле к востоку от Жабляка.
В последние дни мая подразделения немецкой 118-й егерской дивизии пытались овладеть Вучево и блокировать переправы на Пиве, однако к этому времени основные боевые действия сместились на левый берег реки, куда перешли семь бригад ОГД, и Верховный штаб перехватил у противника оперативную инициативу на данном направлении. В боях южнее Мратине, на Вучево в районе колыбы Коритник и в долине Сутьески партизаны отбили все немецкие попытки овладеть плато между Пивой и Сутьеской. Это пространство послужило им исходной позицией для дальнейшего прорыва.

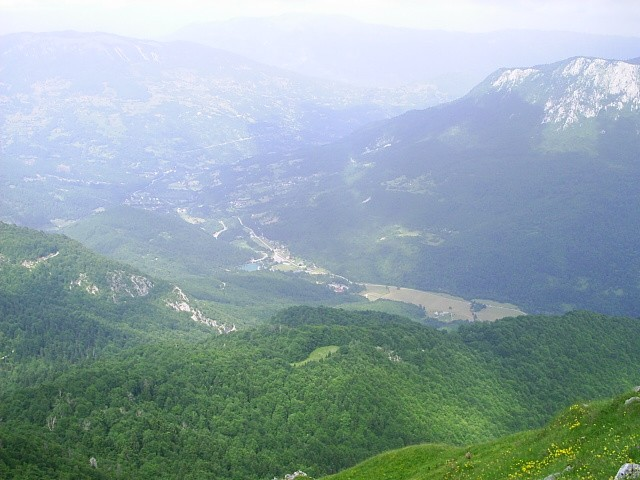
Вид на Тьентиште

Занятие плацдарма на Сутьеске между селом Суха и высотой Кошур создало условия для прорыва из окружения на данном участке фронта. Завершив перегруппировку частей ОГД, Верховный штаб 31 мая отдал приказ о выходе из окружения. Дринской оперативной группе была поставлена задача расширить плацдарм на Сутьеске и тем самым облегчить отход ОГД к Зеленгоре. 2-я Пролетарская бригада должна была удерживать село Суха, занять позиции на южных склонах горного хребта Товарница и предотвратить все попытки немцев продвинуться с юга в долину Сутьески. Трём бригадам 2-й Пролетарской дивизии надлежало действовать южнее Мратине в направлении истоков Неретвы, в то время как 3-я Краинская, 2-я и 3-я Далматинские бригады должны были перейти через Пиву на Вучево и поддержать партизан в долине Сутьески. 3-я и 7-я дивизии обороняли подходы к Пивскому плоскогорью на правом берегу реки Комарница, на восточных склонах Дурмитора и по левому берегу Тары, чтобы задержать наступление немецких войск и дать возможность переправить Центральный госпиталь через Пиву на Вучево. 1-му Боснийскому корпусу 29 мая было приказано отправить 5-ю дивизию через местечко Фойница в направлении Трново и Калиновика для дальнейшего взаимодействия с ОГД.
В связи с тем, что 118-я дивизия не смогла взять Вучево и блокировать переправы в каньоне Пивы, основной замысел операции «Шварц» по окружению ОГД на пространстве между Тарой, Пивой и Дурмитором оказался проваленным. Распознав намерение партизанского командования прорваться из окружения на Сутьеске, немцы в конце мая приняли решение значительно усилить оборону её левого берега. Для этого в последующие дни сюда из района Фочи перебросили всю 118-ю дивизию. Большая часть 369-й пехотной (хорватской) дивизии была возвращена с реки Чехотина окружным путём через Горажде и Фочу в район населённых пунктов Милевина и Калиновик. Отсюда она должна была выдвинуться в северо-западном направлении через Зеленгору и, при необходимости, образовать новую линию обороны с целью пресечения возможного прорыва партизан через оборонительные позиции 118-й дивизии на Сутьеске или усилить её линию обороны. Правый берег Тары заняла 4-я домобранская бригада. 7-я дивизия СС была перевезена автотранспортом через Никшич, Билече и Гацко на участок между Чемерно и Плужине. Отсюда ей надлежало наступать через хребет горы Биоч, Волуяк и Маглич в междуречье Пивы и Сутьески и теснить части НОАЮ на плато Вучево. Итальянская дивизия «Феррара» и немецкая 1-я горнопехотная дивизия наступали через Дурмитор к нижнему течению Тары и Пивы. Немецкое командование рассчитывало стянуть кольцо окружения вокруг партизан и уничтожить ОГД в районе Вучево и Пивского плоскогорья.
На стороне наступающих были численное, тактическое и техническое превосходство, эффективная радиоразведка и тыловое снабжение, а также поддержка авиации. В противоположность им, перед попавшей в плотное кольцо окружения ОГД нарастала острая проблема обеспечения питанием бойцов и раненых. В последний и самый трудный период битвы они были вынуждены употреблять в пищу траву. Но несравненно большие трудности для Оперативной группы дивизий составляли раненые и больные, лишавшие партизанские дивизии всей свободы манёвра.

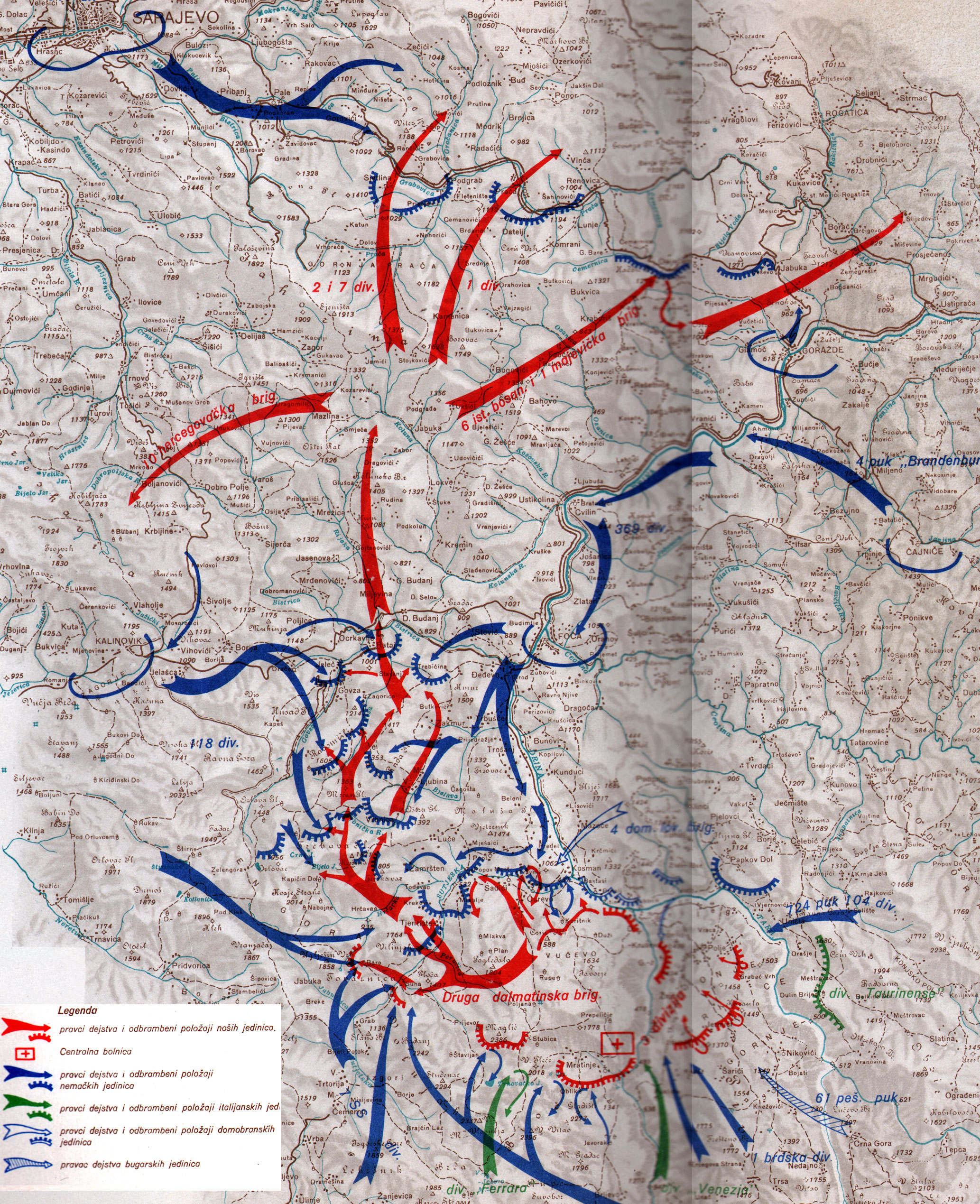
Прорыв ОГД ВШ НОАЮ из окружения в ходе немецкой операции «Шварц» (1-25 июня 1943 года)

Несмотря на предпринятые немецким командованием меры, благодаря самоотверженности бойцов 1-й и 2-й Пролетарских бригад партизанам удалось отстоять участок Сутьески шириной до 6 км (по другим данным, 4-5 км) между сёлами Суха и Тьентиште. Верховный штаб стремился расширить этот плацдарм и очистить направление Попов-Мост — Врбница. В бой были введены 1-я Маевицкая, 6-я Восточно-Боснийская и 3-я Краинская бригады, однако их атаки на немецкие позиции в районе гор Кошур, Боровно и у села Попов-Мост не имели успеха.
Усилившиеся немецкие атаки на левом берегу Сутьески в период с 31 мая по 3 июня не только не позволили расширить узкий плацдарм между Суха и Тьентиште, но и создавали угрозу его ликвидации. Ситуация в долине Сутьески становилась всё более сложной. До 2 июня части 7-й горнопехотной дивизии СС «Принц Евгений» вышли на пространство гор Биоч и Маглич. Оборона 118-й дивизии в долине Сутьески и наступление 7-й дивизии СС с юга на левый фланг ОГД сильно ухудшили положение партизан на Вучево. Узкого плацдарма между селом Суха и горой Кошур, а также всего двух троп, ведущих оттуда на Зеленгору, было недостаточно для прорыва и выхода из окружения всей ОГД, включая Центральный госпиталь. К тому же госпиталь и 3-я и 7-я дивизии всё ещё оставались на Пивском плоскогорье, вдали от плацдарма на Сутьеске. Операция «Шварц» входила в решающую фазу. Командующий операцией генерал Лютерс переместил свой штаб из Сараево в район Милевины, чтобы в непосредственной близости руководить ликвидацией партизанской группировки во главе с Верховным штабом. В этой ситуации Верховный штаб на рассвете 3 июня перебрался у Мратине через Пиву и в тот же день на совещании принял решение о разделении ОГД на две оперативные группы, которым предстояло действовать на расходящихся направлениях.
— Первую группу, под командованием ВШ, составили 1-я и 2-я Пролетарские дивизии с десятью бригадами, которые до этого переправились через Пиву. Группе ставилась задача прорыва на северо-запад через Сутьеску.

— Вторая группа состояла из 3-й ударной и 7-й Банийской дивизий, с шестью бригадами: 1-я Далматинская, 5-я Черногорская, 3-я Санджакская, а также 7-я, 8-я и 16-я Банийские. Эти части и Центральный госпиталь всё ещё находились к востоку от Пивы. Для управления 2-й группой (южная группа) был образован оперативный штаб во главе с Радованом Вукановичем, бывшим командиром 3-й дивизии, и Милованом Джиласом. Командовать 3-й дивизией назначили Саву Ковачевича, комбрига 5-й Пролетарской Черногорской бригады. Группе поручалось прорываться через Тару в Санджак или, в зависимости от развития ситуации, через Синяевину или Голию в Санджак или Черногорию.
Решение разделить ОГД на две части было продиктовано тяжестью сложившейся обстановки. Существовала угроза ликвидации немцами плацдарма на Сутьеске в момент, когда 1-я и 2-я Пролетарские дивизии были сосредоточены на узком пространстве Вучево, обложенные с юга 7-й дивизией СС. Всякое промедление осложняло их положение, а виды на прорыв были неясными. Обстановку дополняла угроза скорого овладения противником районом Мратине, где находился последний свободный переход через каньон Пивы и могли переправиться 3-я и 7-я дивизии с госпиталем и ранеными.
Для выхода из котла с занимаемого партизанами узкого плацдарма Оперативная группа дивизий могла воспользоваться лишь двумя горными тропами. Первая вела от Тьентиште до села Крекови и далее через Милинкладу. Вторая тянулась от села Сухе вдоль горного хребта Товарница через плато Доне- и Горне-Баре, затем гребнем Зеленгоры. Наступая на флангах со стороны деревень Граба, Попов-Мост и горы Кошур, противник большими силами настойчиво пытался закрыть существующую брешь в долине Сутьески. 6 июня ВШ отдал приказ частям первой группы прорываться через Зеленгору, используя существующий плацдарм между Суха и Тьентиште: 1-й Пролетарской дивизии — по первому пути через Тьентиште — Милинкладу — Врбничке-Колибе, 2-й Пролетарской дивизии — по второй тропе от села Суха через плато Доне- и Горне-Баре в район источника Коньске-Воде. В это время в частях партизан уже обострился голод. Чтобы прокормить бойцов, верховный главнокомандующий приказал закопать тяжёлое оружие, обоз сократить до минимума, а лошадей использовать для пропитания людей и транспортировки раненых. 5 июня ВШ дал указание 1-му Боснийскому корпусу отправить свои части навстречу силам ОГД, прорывающимся через Сутьеску и Зеленгору.

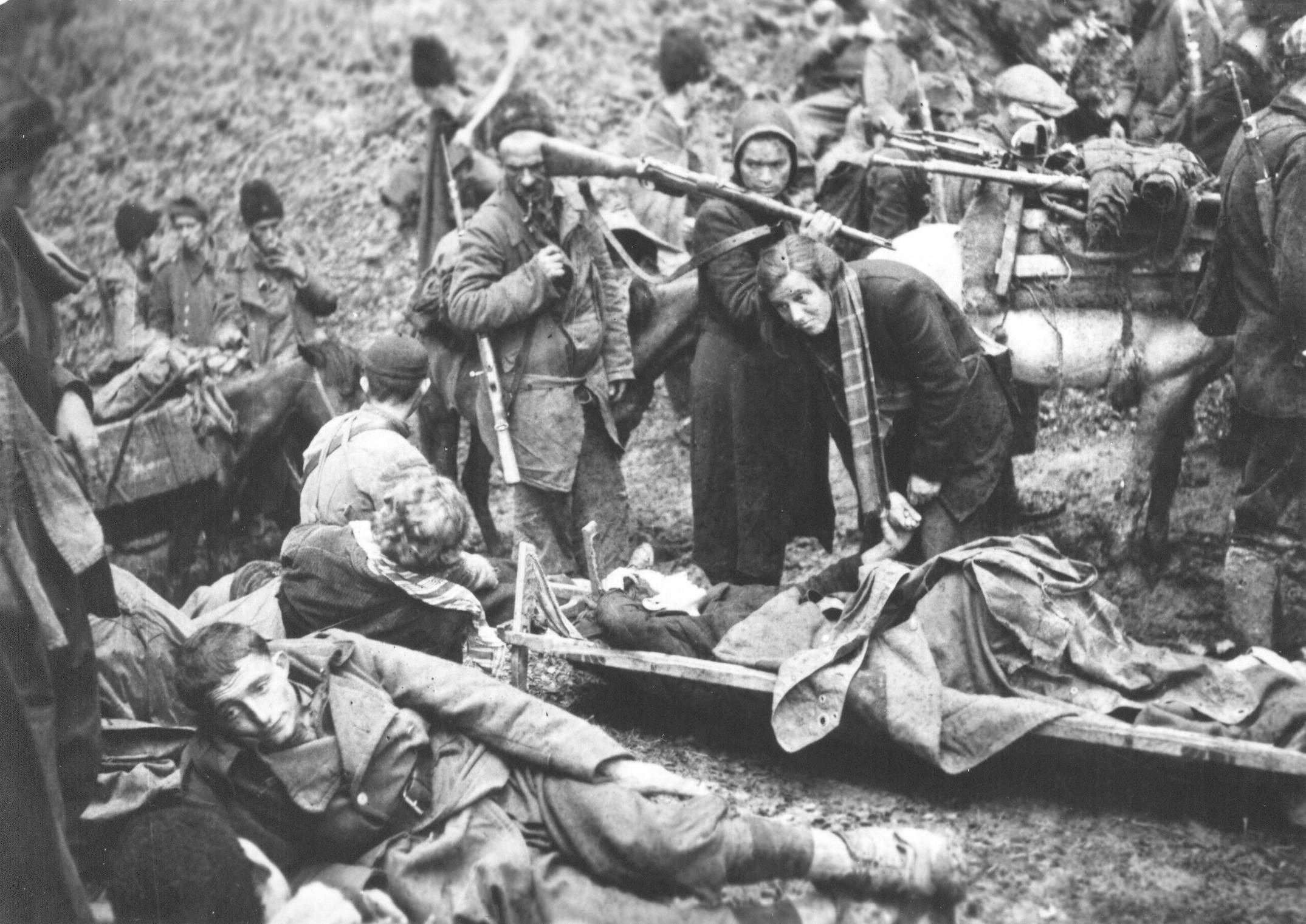
Раненые бойцы 2-й Далматинской бригады на горе Милинклада около Сутьески, 9 июня 1943 года

8 июня большая часть 1-й Пролетарской дивизии (1-я Пролетарская и 3-я Краинская бригады) пробилась на Зеленгору. 2-й Пролетарской дивизии, а с ней и Верховному штабу, прорваться не удалось. Ещё 5 июня на их направлении в авангарде 2-й дивизии выдвинулась 2-я Далматинская бригада с задачей овладеть гребнем горы Товарница и обеспечить проход остальных бригад дивизии и Верховного штаба. Вскоре после выхода в район плато Доне- и Горне-Баре она завязала тяжёлые бои с превосходящими силами 118-й егерской дивизии, овладевшей Товарницей и плато Горне-Баре. Егерей поддерживала артиллерия и авиация, и они стремились блокировать единственный открытый участок на Сутьеске между сёлами Суха и Тьентиште. Ценой потери около половины личного состава 2-я бригада задержала продвижение немцев, но путь на Зеленгору через Доне- и Горне-Баре остался закрытым. 8 июня Тито принял решение продолжить прорыв по маршруту 1-й дивизии. Этот узкий коридор от Тьентиште через Милинкладу до Зеленгоры с большими потерями удерживался батальонами 2-й Пролетарской и 6-й Восточно-Боснийской бригад. Путь находился под огнём немецких войск, а также подвергался ударам авиации. В этих условиях части первой группы дивизий постепенно перебрались 9 июня через Сутьеску и достигли Зеленгоры. При этом утром во время бомбардировки немецкими самолётами партизанской колонны был ранен и сам Тито.
Понимая, что 118-я егерская дивизия не сможет остановить силы НОАЮ на Сутьеске, немецкое командование отдало 7 июня приказ 369-й (хорватской) пехотной дивизии, переброшенной накануне на дорогу Фоча — Калиновик в район населённого пункта Милевина, закрыть разрыв кольца блокирования на участке между 7-й горнопехотной дивизией СС и 118-й егерской дивизией. 9 июня хорватской дивизией был создан на Зеленгоре новый рубеж окружения перед 1-й и 2-й Пролетарскими дивизиями, только что прорвавшимися через Сутьеску.

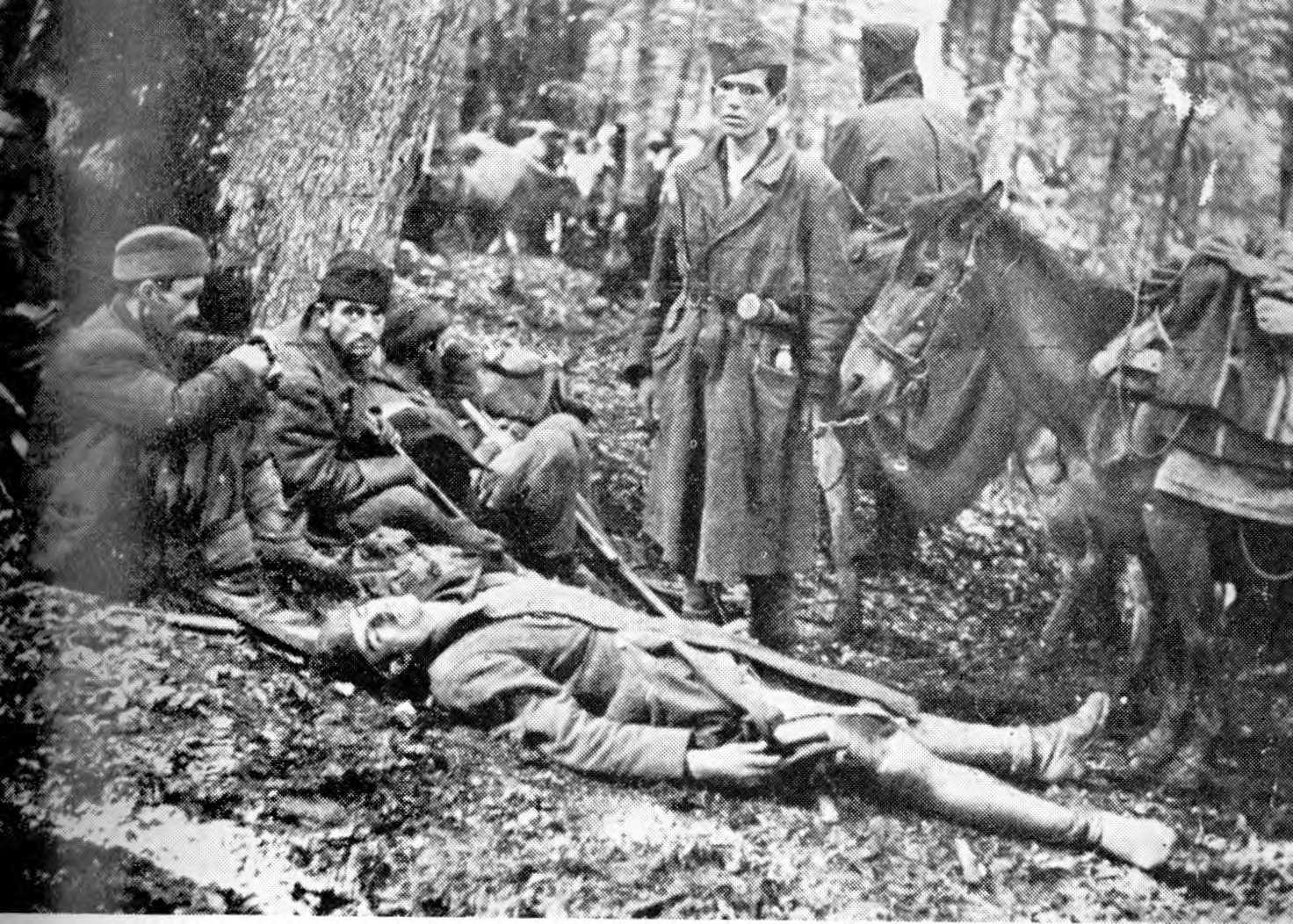
Бойцы 1-го батальона 2-й Далматинской бригады, Милинклада, 9 июня 1943 года

В то время как 1-я и 2-я дивизии с Верховным штабом пробивались через Сутьеску, части 3-й ударной и 7-й Банийской дивизий предприняли несколько попыток уйти вместе с ранеными Центрального госпиталя через Тару в Санджак. Не располагая средствами для форсирования Тары, противоположный берег которой был занят неприятелем, а также обременённая госпиталем, южная оперативная группа не смогла осуществить прорыв. Превосходящие по силе немецкие и итальянские войска атаковали её по всему фронту между Пивой и Тарой, что делало положение окружённых более чем критическим. В этой обстановке командование южной группы решило пробиваться через Пиву на Вучево и далее по пути первой группы на Зеленгору. Седьмого июня бойцы 7-й Банийской дивизии и 600 легкораненых перешли Пиву у села Чокова-Лука и после небольшой передышки продолжили движение к Тьентиште. Вслед за ними 8 — 10 июня на Вучево перебрались 3-я ударная дивизия и Центральный госпиталь. Таким образом, к вечеру 9 июня Оперативная группа дивизий Верховного штаба с Центральным госпиталем, подвергавшаяся всё более мощным ударам противника с земли и воздуха и распавшаяся на несколько не связанных между собой группировок, оказалась рассредоточена в узком коридоре длиной около 35 км от каньона Пивы до Врбничке-Колибе на Зеленгоре и пребывала в самом критическом состоянии. Непрекращающиеся бои, многодневные ночные переходы, лишение сна, истощение и голод исчерпали физические силы бойцов.

### Третий этап (10—15 июня)

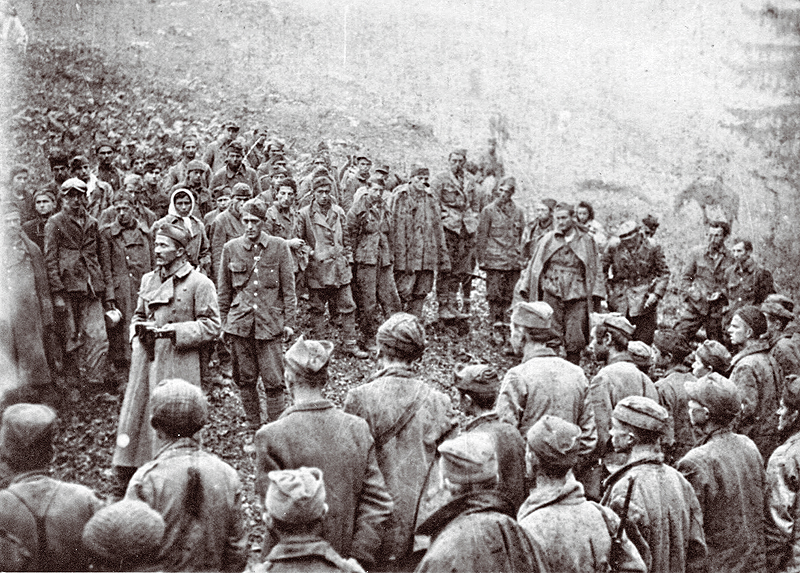
Командир 1-й Пролетарской бригады Данило Лекич беседует с бойцами перед прорывом на Сутьеске, июнь 1943 года

Учитывая угрозу немецких фланговых ударов с целью рассечения партизанской группировки и её уничтожения по частям, вечером 9 июня штаб 1-й Пролетарской дивизии принял решение нанести упреждающий удар по противнику. Утром 10 июня 1-я Пролетарская бригада атаковала немецкие позиции в районе горы Балиновац и отбросила 369-ю дивизию к северу. Введённая в бой 3-я Краинская бригада продолжила преследование противника в направлении линии Фоча — Калиновик. Остальные силы 1-й и 2-й дивизий с Верховным штабом оставались в течение 10 июня в районе Лучке- и Врбничке-Колибе в ожидании подхода 3-й и 7-й дивизий с госпиталем. Обороняя узкий коридор на Зеленгоре, части 2-й дивизии за день отбили несколько ожесточённых атак неприятеля. Наиболее тяжёлые бои вели 4-я Пролетарская Черногорская бригада в районе горного перевала Любин-Гроб и 2-я Пролетарская бригада в районе высот Велика- и Мала-Кошута. В ночь с 9 на 10 июня на Зеленгору в район Лучке-Колибе пробилась 7-я дивизия, что вселило надежду на то, что 3-й дивизии также удастся выйти к основным силам. В то же время откладывать прорыв основной группировки на север было нельзя, поскольку немцы в любой момент могли попытаться вновь стянуть кольцо окружения у горы Балиновац. Поэтому, видя отсутствие возможности помочь 3-й дивизии, Тито отдал приказ всем частям 2-й и 7-й дивизий выступить на север в направлении населённых пунктов Ратай и Милевина и далее на Яхорину.

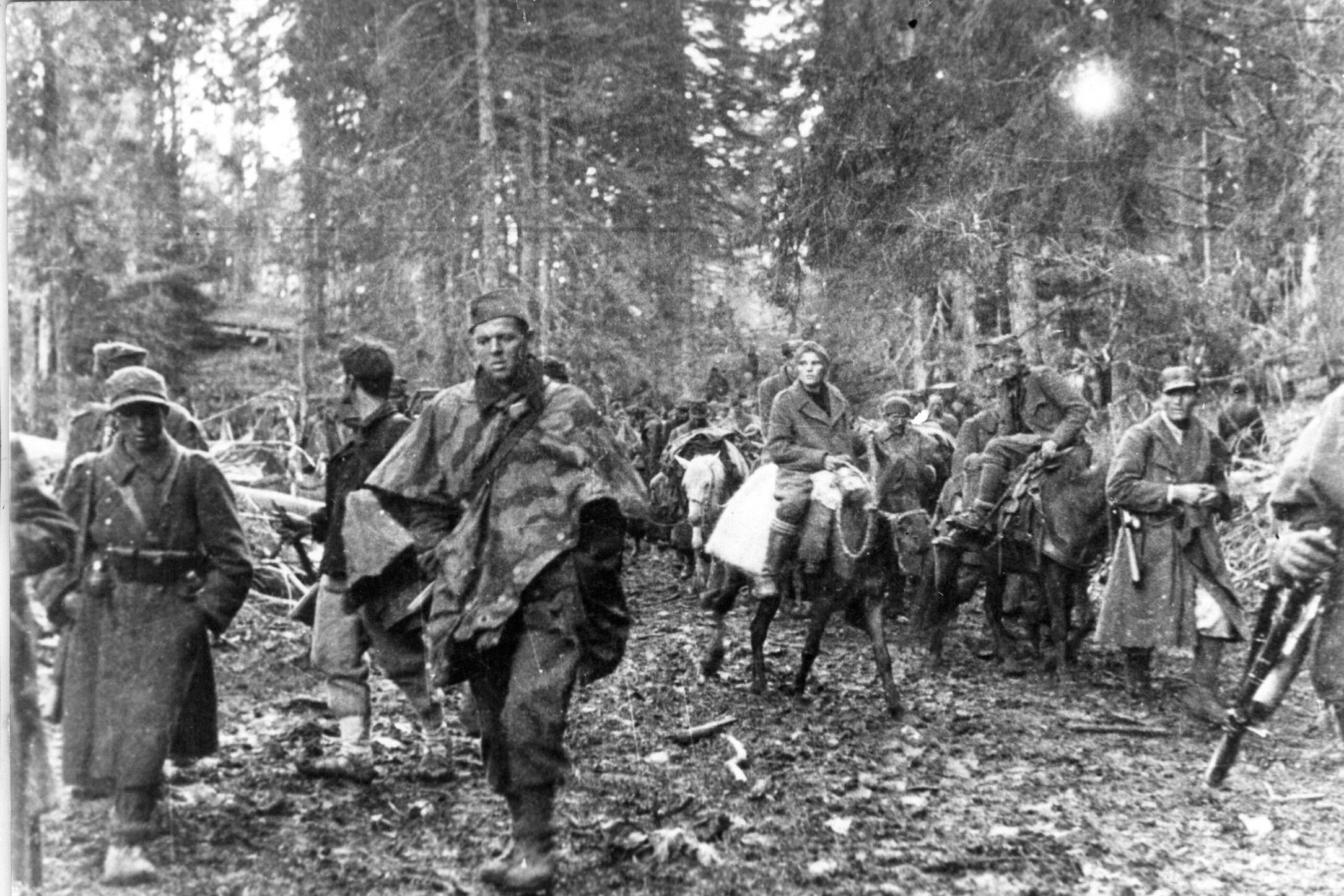
2-я Пролетарская дивизия в походе через Зеленгору во время Битвы на Сутьеске, июнь 1943 года

По приказу генерала Лютерса от 10 июня ни один мужчина, способный носить оружие, не должен был выйти из окружения живым. При поддержке танков и авиации немцы снова попытались замкнуть кольцо блокады на дороге Фоча — Калиновик. 12 июня 1-я Пролетарская бригада штурмом прорвала немецкий заслон на направлении Ратай — Милевина. Через созданное «окно» из окружения вырвались 1-я, 2-я и 7-я дивизии вместе с Верховным штабом. Попытки немецкого командования создать очередную заградительную линию вдоль железной дороги Сараево — Вишеград, а также организовать общее преследование разбитых партизанских дивизий не имели успеха из-за отсутствия необходимых сил. В течение 15 июня ОГД достигла южных склонов Яхорины.
Тем временем 3-я ударная дивизия под артиллерийским огнём и ударами вражеской авиации прорвалась через Вучево к Сутьеске. В её авангарде шла 1-я Далматинская бригада, которая отвечала за плацдарм в районе Тьентиште. Погода 10—11 июня была пасмурной, дул сильный ветер и шёл дождь. После полудня 11 июня бригаде удалось переправиться через Сутьеску и атакой овладеть Тьентиште, но удержать плацдарм она не смогла. В течение ночи и следующего дня далматинцы пробились на Зеленгору, где должна была собираться вся дивизия. К востоку от Сутьески оставалась основная часть 3-й дивизии и более 1200 раненых Центрального госпиталя, окружённые со всех сторон немецкими дивизиями: 118-й егерской, 1-й горнопехотной, 7-й дивизией СС «Принц Евгений», а также итальянской — «Феррара».

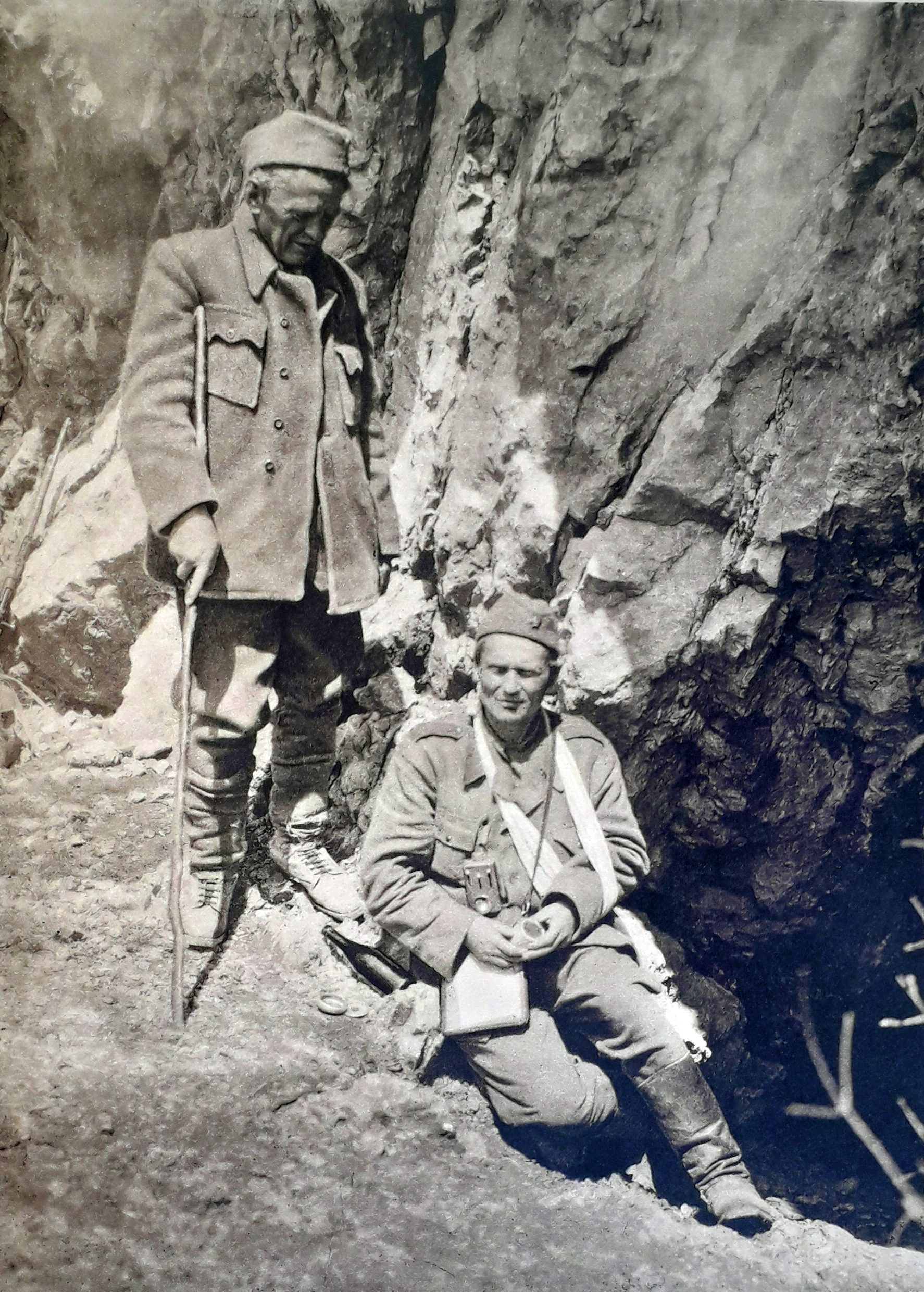
Иван Рибар (слева) и Иосип Броз Тито во время Битвы на Сутьеске, 13 июня 1943 года

С рассветом 13 июня части 3-й ударной дивизии (5-я Пролетарская Черногорская и 3-я Пролетарская Санджакская бригады, 2-й батальон 1-й Далматинской и Мостарский батальон 10-й Герцеговинской бригад) начали переправу через Сутьеску в районе Тьентиште. За ними следовали раненые и больные. Немцы занимали позиции вглубь от реки на склонах гор Кошур и Озрен. В лесу, в нескольких сотнях метров выше берега, партизаны попали под убийственный огонь с близкой дистанции. Атаки 3-й дивизии следовали одна за другой, но прорваться через немецкие позиции партизаны не смогли. В ходе утреннего штурма погиб командир дивизии Сава Ковачевич. В течение 13 июня дивизия была разбита. Почти половина её состава погибла, в том числе 11 Народных героев Югославии. Примерно тысяче бойцов и командиров удалось пробиться отдельными группами разной численности на Зеленгору или назад через Сутьеску в Санджак или Черногорию. С ними из окружения вышло и некоторое количество раненых. После гибели 3-й дивизии Центральный госпиталь остался без защиты и почти полностью был уничтожен. Немецкими солдатами было убито более тысячи раненых и около ста воспитанников детского дома. По данным немецкого источника, в ходе зачистки территории между Сутьеской, Пивой и Дриной были захвачены и расстреляны 1200 партизан. Также были обнаружены тела 200 человек, среди которых был опознан Сава Ковачевич.
В кольце окружения погиб ряд видных активистов народно-освободительного движения, в их числе заместитель председателя исполкома АВНОЮ Нурия Поздерац, публицист Веселин Маслеша, профессор Белградского университета доктор Сима Милошевич, а также молодой хорватский поэт Иван Горан Ковачич, создатель поэмы «Яма» — ему удалось вырваться из окружения, но вскоре он попал в плен и погиб где-то на Дрине.
15 июня 1943 года немцы завершили операцию «Шварц» и начали отвод войск.

## Итоги
Оперативная группа дивизий ВШ НОАЮ потерпела болезненное поражение, хотя и смогла в последний момент вырваться из окружения. Из 22 148 комбатантов ОГД (19 265 мужчин и 2883 женщины) погибли 7543 человека (6946 мужчин и 597 женщин, из которых 352 были медсёстрами). Тяжесть поражения подчёркивает принятое 9 июня вынужденное решение о роспуске Центрального госпиталя и укрытии в лесах и пещерах неходячих раненых и больных. Большая часть из них впоследствии погибла от рук немецких или итальянских солдат. В Битве на Сутьеске впервые после событий у Златибора (29 ноября 1941 года) НОАЮ пожертвовала своими ранеными ради спасения оперативных подразделений.

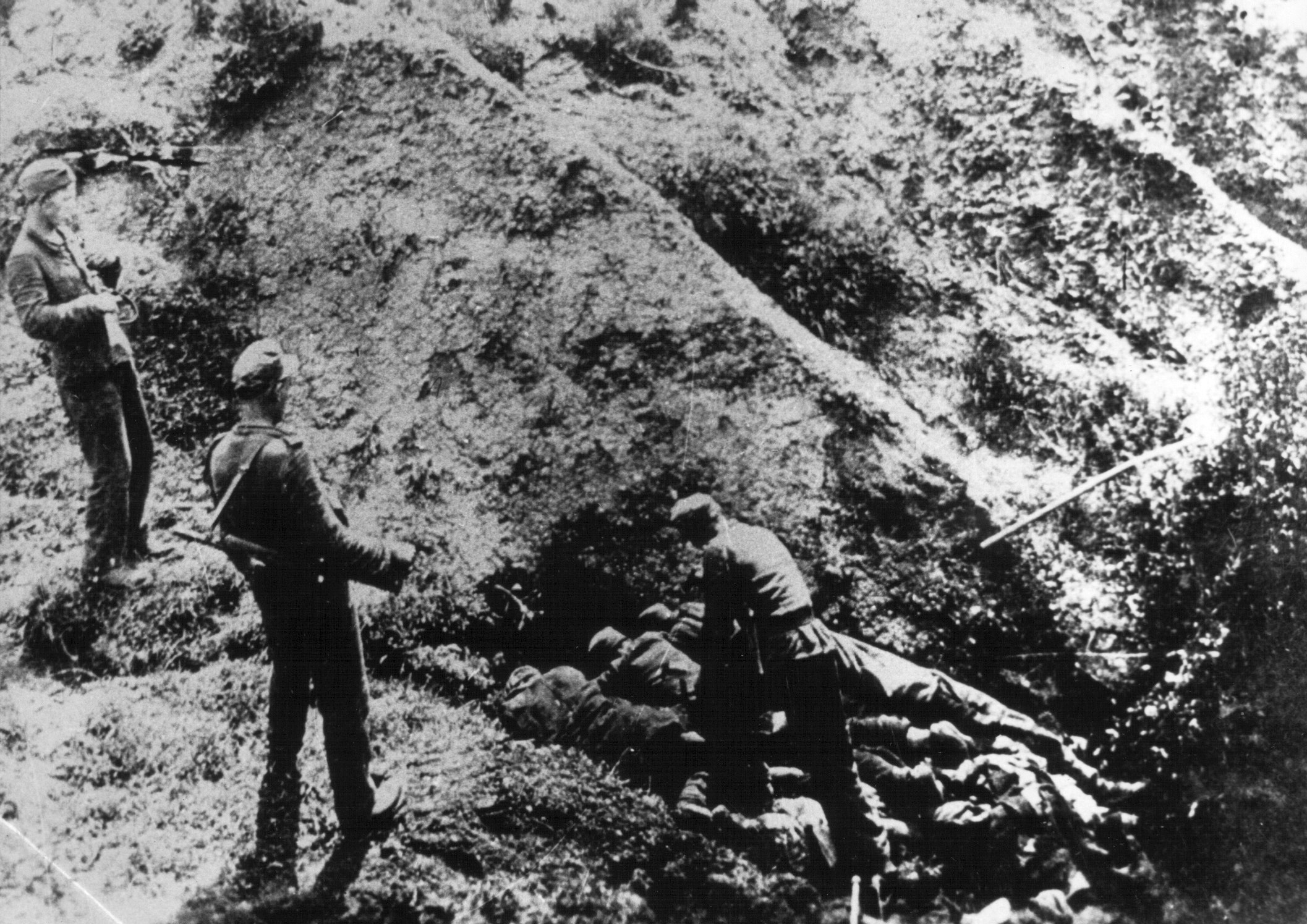
Немецкие солдаты убивают раненых партизан на Сутьеске, 1943 год

Согласно донесению командующего немецкими войсками в Хорватии от 20 июня 1943 года, общие потери немецких войск составили 2768 человек, в том числе 583 убитых, 1760 раненых и 425 пропавших без вести. Потери хорватских домобранских частей составили 411 человек, в том числе 40 убитыми, 166 ранеными и 205 пропавшими без вести. Итальянские дивизии потеряли 290 человек убитыми, 541 ранеными и 1502 пропавшими без вести.
В ходе боёв с партизанами немцы захватили в качестве трофеев 10 пушек, 6 противотанковых орудий, 47 станковых пулемётов, 173 ручных пулемёта, 32 тяжёлых и 25 лёгких миномётов, 3608 винтовок и большое количество боеприпасов.
Генерал Лёр писал о сражении: «Бои были чрезвычайно тяжёлыми. Все командиры сошлись во мнении, что их войскам довелось вести самые ожесточённые бои за всю войну». Оперативный отдел штаба 118-й егерской дивизии в донесении командующему немецкими войсками в Хорватии от 15 июня 1943 года по завершении операции «Шварц» дал следующую оценку действиям партизан: «Противник продемонстрировал невероятную манёвренность, хорошее командование, высокий наступательный дух, буквально фанатический боевой настрой и неимоверную стойкость. Несмотря на недостаточное снабжение, большие потери личного состава из-за болезней и эпидемий, а также боевые потери, этот враг, состоящий из сербов, черногорцев, боснийцев и далматинцев, оставался до последнего момента чрезвычайно опасным и, вследствие знания местности и приспособленности к её условиям, зачастую более сильным противником, который нанёс нам чувствительные потери…».

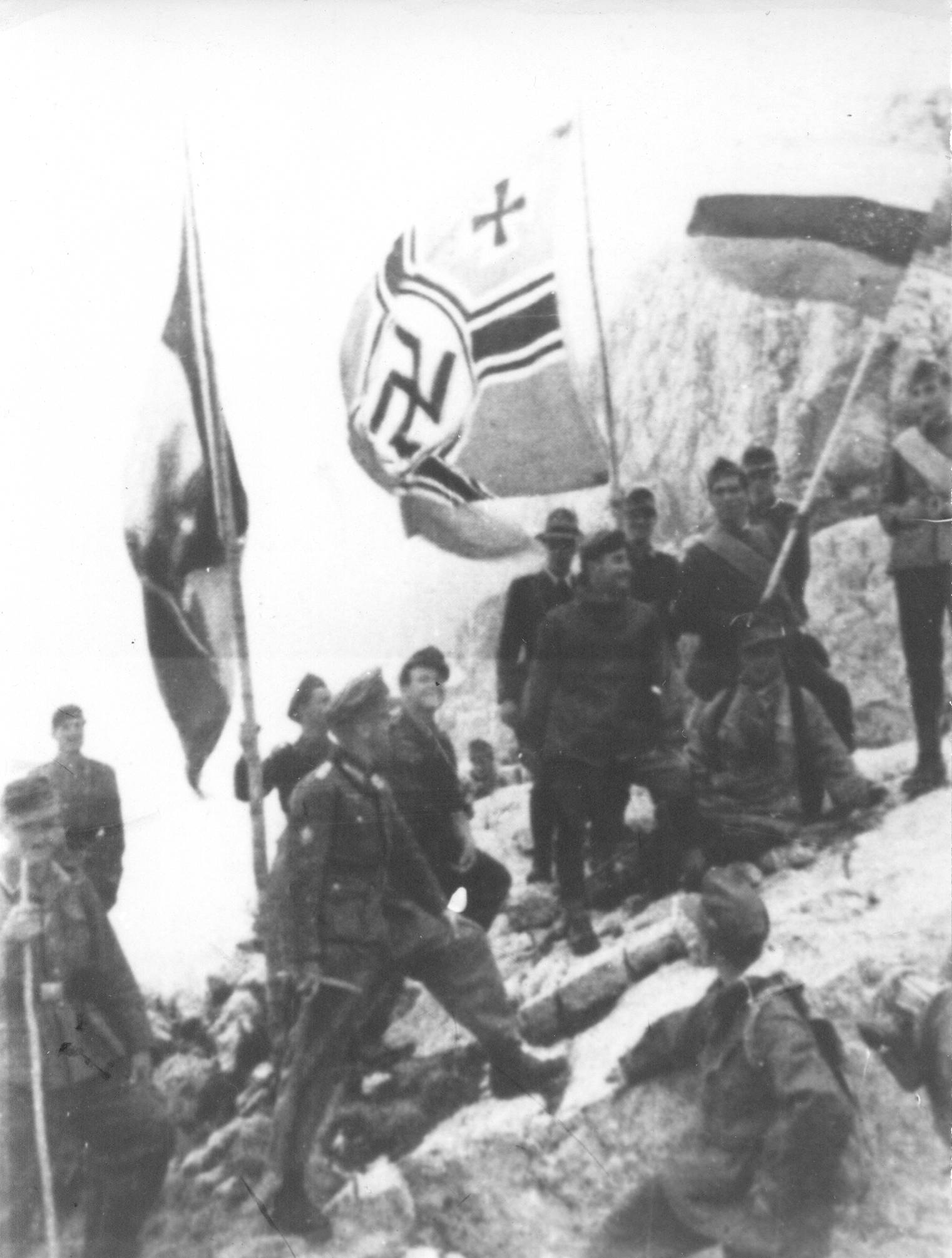
Флаги Германии, Италии и Болгарии на Дурмиторе, гора Боботов-Кук, июнь 1943 года

В ходе операции «Шварц» фашистами были убиты около 1200 человек из числа гражданского населения, в том числе женщин и детей, уничтожено около 5500 жилых и других зданий, угнано около 67 000 голов крупного рогатого скота.
В течение 32 дней операции «Шварц» подразделения немецких и итальянских ВВС с аэродромов в Мостаре, Бутмире, Райловаце и Скадаре совершили около 2000 боевых и разведывательных вылетов против ОГД ВШ НОАЮ, в том числе немецкие — 1300.
С немецкой точки зрения, в июне 1943 года можно было с удовлетворением смотреть на итоги проведённой операции. Партизанским и националистическим силам был нанесён значительный урон. Хотя обе главные цели — уничтожение партизан и полное разоружение четников — не были достигнуты, по крайней мере на первое время на оккупированных землях Югославии была обеспечена безопасность важных индустриальных центров и линий коммуникаций. Вместе с тем дважды упущенная возможность полной ликвидации партизанской группировки во главе с Тито и невозможность свалить вину за это на итальянских союзников стали предметом тщательного разбирательства и организационных выводов со стороны главнокомандующего на Юго-Востоке.
С югославской точки зрения, объединённые войска немецких, итальянских и болгарских оккупантов и югославских коллаборационистов не смогли достичь поставленной цели — уничтожения Оперативной группы дивизий во главе с Верховным штабом. Партизаны, несмотря на большие потери, вырвались из кольца окружения и уже во второй половине июня 1943 года развернули широкомасштабное наступление в Восточной Боснии, вновь создав освобождённую территорию.

## Последующие события
Пробившись из окружения, ОГД ВШ направилась в Восточную Боснию. После короткого отдыха в ночь с 17 на 18 июня 1-я Пролетарская дивизия пересекла железную дорогу Сараево — Вишеград и переместилась в район Власеницы. 2-я Пролетарская и 7-я Банийская дивизии вместе с Верховным штабом перешли к Подромании, Олову и Кладани. В это время численность наличного состава соединений группы не достигала и трети от начальной. На новом месте ОГД пополнилась 1-й, 2-й и 3-й Воеводинскими (сремскими) бригадами. Несмотря на недавнее поражение, партизаны по-прежнему представляли угрозу для промышленных районов Восточной Боснии, обслуживавших потребности оккупационной администрации. Подтверждением этому явилось разрушение 29 июня частями 5-й Краинской дивизии угледобывающего предприятия около Какани. К началу июля части ОГД и восточно-боснийские отряды подавили оборону слабых усташско-домобранских гарнизонов и овладели населёнными пунктами Сребреница, Власеница, Хан-Песак, Братунац, Дриняча, Олово, Кладань и Зворник. Вслед за этим партизанские формирования направились к Озрену и Добою в горнодобывающий район Тузлы, в долину рек Спреча и Кривая и далее в Среднюю Боснию. С целью уничтожения неприятельских линий коммуникаций Завидовичи — Олово и Маглай — Добой, горнодобывающих рудников и промышленных объектов, а также ликвидации органов власти усташей и четников в районе Озрена, в начале июля была сформирована Кривайская оперативная группа в составе 4-й Пролетарской и 1-й Далматинской бригад и подразделений 5-й Пролетарской бригады. Приоритетной задачей являлась мобилизация рабочих в ряды партизан. Второго июля были сформированы 16-я Воеводинская и 17-я Восточно-Боснийская дивизии. Несмотря на их малую численность, Верховный штаб рассчитывал на прилив новых бойцов. Так, в момент создания 16-я дивизия имела около 1550 бойцов, однако к 20 августа достигла численности 2590 человек за счёт добровольцев из Срема. В начале июля 1943 года в Восточной Боснии действовали 1-я и 2-я Пролетарские, 5-я Краинская, 7-я Банийская, 16-я и 17-я дивизии НОАЮ.
Битва на Сутьеске привела к деморализации Хорватских вооружённых сил. Этим воспользовалось командование ОГД ВШ, создавшее 2 июля группу в составе Павле Якшича, Родолюба Чолаковича и Исы Йовановича, уполномоченную вести переговоры о сдаче частям НОАЮ домобранских гарнизонов Восточной Боснии, в том числе в городах Тузла и Зворник. Инструкции для партизанской делегации предусматривали установление «как можно более тесного контакта со всеми представителями хорватских военных и гражданских властей», которые склонны к сотрудничеству с партизанами, предоставление гарантий безопасности и сохранения личного имущества домобранским офицерам и сержантам, а для тех, кто перейдёт на сторону партизан, — сохранение воинских званий и возможность дальнейшего продвижения по службе.
Итоги битв на Неретве и Сутьеске повлияли на политику Великобритании по отношению к НОАЮ и привели к решению о военной поддержке партизан Югославии, принятому на Тегеранской конференции руководителей трёх ведущих держав антигитлеровской коалиции.

## Характеристика состава партизан — участников Битвы на Сутьеске
В Битве на Сутьеске в составе ОГД участвовали шестнадцать пролетарских и ударных бригад из различных областей Югославии, в том числе по три из Далмации и Бании, по две из Боснийской Краины, Восточной Боснии, Сербии и Черногории, по одной из Санджака и Герцеговины. Общая численность установленных после войны участников составила 22 148 человек (19 265 мужчин и 2883 женщины). Из числа участников, переживших битву, до конца войны погибли 3149 человек.
Социальный состав: 13 695 крестьян, 5165 рабочих, 1572 учащихся, 367 студентов, 10 выпускников школ, 97 учителей, 40 преподавателей средних школ, 4 профессора, 52 врача, 25 инженеров, 89 юристов, 2 архитектора, 4 геодезиста, 2 фармацевта, 2 ветеринара, 6 агрономов, 14 писателей и публицистов, 8 журналистов, 8 художников, 4 драматических артиста, 2 музыканта, 48 техников, 302 служащих, 57 офицеров, 139 сержантов, 29 курсантов, 1 пилот, 33 жандарма, 10 священников, 8 богословов, 31 торговец, 6 рестораторов, 302 домохозяйки и 14 детей в возрасте до семи лет.
Национальный состав: 11 851 серб, 5220 хорватов, 3295 черногорцев, 866 мусульман, 757 югославов, 74 еврея, 21 словенец, 10 итальянцев, 9 русских, 6 чехов, 5 венгров, 5 поляков, 4 македонца, 4 немца, 3 албанца, 3 русина, 3 словака, 2 англичанина, 1 болгарин, 1 ирландец, 1 канадец, 1 украинец и 6 лиц неустановленной национальности.
Состав по территориальной принадлежности: 8925 человек из Хорватии (в том числе 5195 из Далмации, 733 из Книнской Краины, 2179 из Бании, 256 из Кордуна и 329 из Лики), 8293 человека из Боснии и Герцеговины, 3337 человек из Черногории, 1492 человека из Сербии (в том числе: 131 из Воеводины и 13 из Косово и Метохии), 21 человек из Македонии, 19 человек из Словении, 38 иностранцев, 22 человека неустановленной территориальной принадлежности.
Возрастной состав: из 21 132 бойцов, чей возраст был установлен, 14 245, или 67 %, были моложе 25 лет, а 785, или 4 %, — старше 40 лет.
Партийная принадлежность: 6610 бойцов были членами КПЮ, 4065 являлись членами Коммунистического союза молодежи Югославии. Суммарно — 10 675 человек, или 48 % личного состава ОГД. Из них 755 человек были членами КПЮ с довоенного времени.

## Современные оценки
Сербский историк Гай Трифкович так оценивает итоги Битвы на Сутьеске: «15 июня 1943 года немцы завершили операцию „Шварц“ спустя почти месяц военных действий, ставших по интенсивности самыми тяжёлыми за всю войну. На оперативном уровне НОАЮ потерпела тяжёлое поражение, потеряв более 7500 человек. В стратегическом плане операция стала неудачей сил „оси“, потому что им не удалось ни устранить, ни существенно снизить угрозу со стороны партизан в Югославии. События конца весны 1943 года лишь подтвердили верность пословицы о том, что партизаны побеждают, выживая».
По словам немецкого историка Клауса Шмидера, операция «Шварц» явилась кульминацией в войне оккупационных сил стран «оси» против Народно-освободительной армии Югославии, а решающее влияние на ход битвы оказало принятое Тито 18 мая 1943 года дальновидное решение занять плацдарм на западном берегу реки Пивы. Через это «игольное ушко» впоследствии большая часть окружённых партизанских сил переправилась, двигаясь к следующему естественному препятствию — реке Сутьеске. И хотя вероятное место прорыва ОГД стало известно командующему операцией «Шварц» генералу Лютерсу не позднее конца мая, перегруппировка части немецких войск превратилась в настоящие гонки на время. В итоге партизаны Тито первыми заняли стратегические переправы и горные тропы, а их противнику не удалось замкнуть кольцо окружения на реке Сутьеске. Вовремя созданный плацдарм на её левом берегу обеспечил переправу 1-й и 2-й Пролетарских и 7-й Банийской дивизий в период 8—10 июня. По оценке Шмидера, отчаянное мужество партизан, с которым они пробивали себе путь из окружения, не в последнюю очередь было обусловлено немецкой практикой расстрела пленных.
Согласно оценке историка Карло Ружичич-Кесслера, операция «Шварц» решительно изменила положение на югославских землях. Четники — антикоммунистические союзники итальянской армии — оказались существенно ослаблены и утратили значительную часть своей боеспособности. То, что партизаны сохранили свой боевой потенциал, стратегически явилось серьёзным поражением вермахта и его союзников. Ожесточённая борьба с оккупантами обеспечила НОАЮ приток новых сил. Срыв немецких планов уничтожения партизан был использован ими в пропагандистских целях и обеспечил им поддержку населения в будущем. Операция «Шварц» имела деморализующее воздействие на итальянскую армию. По мнению немецкого историка Клауса Шмидера, ответственность за неудачу операции «Шварц» несёт немецкое командование.

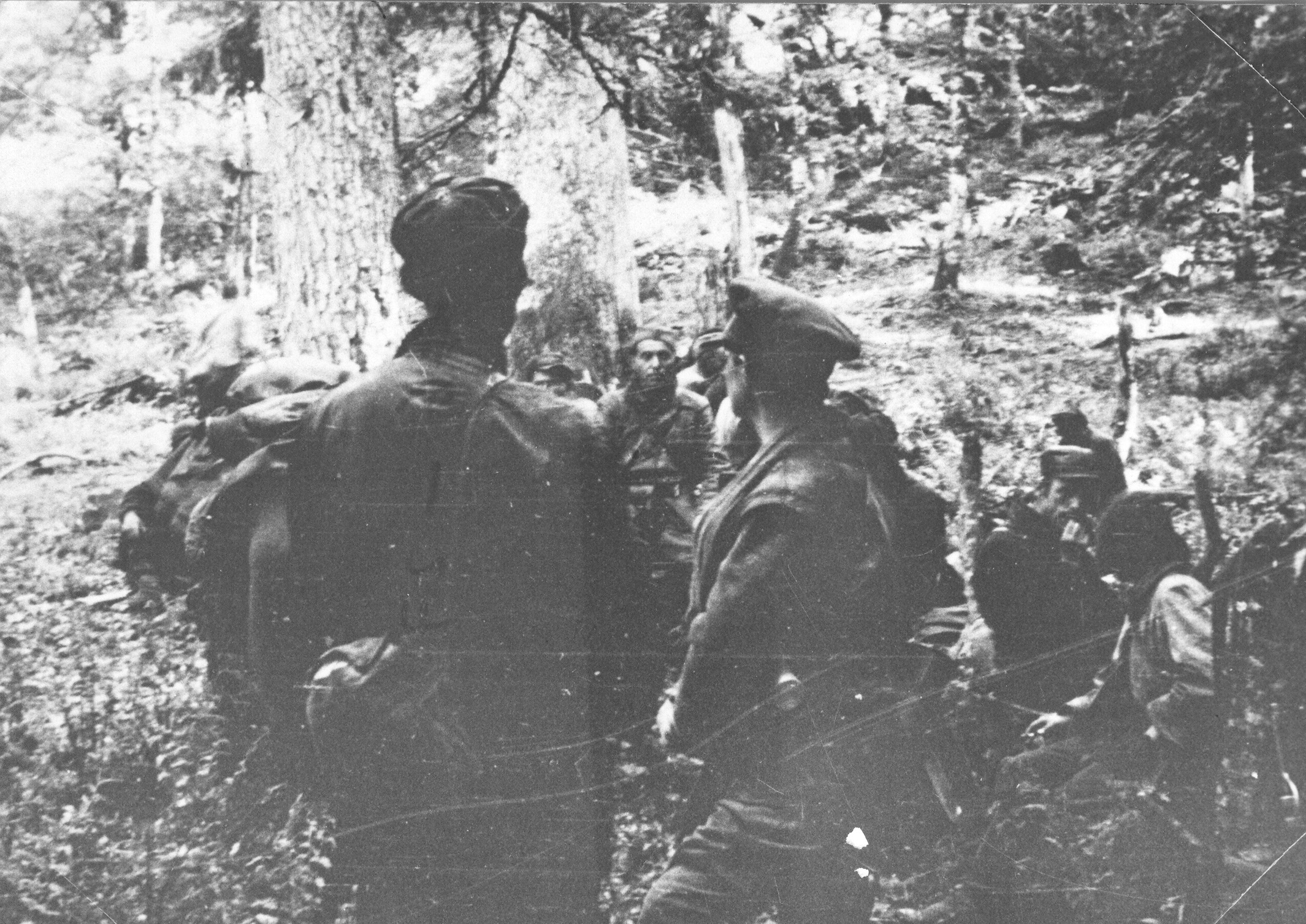
Британская военная миссия на Зеленгоре во время Битвы на Сутьеске

Битва на Сутьеске стала самым масштабным и кровопролитным партизанским сражением Второй мировой войны в Европе. Для сравнения, в антипартизанской операции нацистов под кодовым названием «Котбус» (май — июнь 1943 года), крупнейшей из проведённых на территории Белоруссии, участвовали 17 тысяч немецких военнослужащих и членов коллаборационистских формирований. Битва на Сутьеске принесла неизмеримые политические преимущества югославскому партизанскому руководству. В ходе боёв в Верховный штаб НОАЮ впервые прибыла британская военная миссия, члены которой стали очевидцами боевых действий. Руководитель миссии, разведчик капитан Уильям Стюарт был смертельно ранен. Будущий британский историк капитан Уильям Дикин, также получивший ранение, сообщил в Лондон о масштабе сражений и вовлечённых в них войск стран «оси», что в конечном итоге привело к международному признанию народно-освободительного движения. События на Сутьеске стали отправной точкой для стремительного роста роли и авторитета Верховного главнокомандующего И. Броза Тито, чьё лёгкое ранение во время битвы сделало его народным героем, а на международном уровне — одним из великих военачальников Второй мировой войны. Тито был единственным главнокомандующим союзников, получившим ранение на фронте. В конце концов, боевой опыт, командование сражениями, ранения и победы являются теми характеристиками, которые во все времена гарантировали полководцам высокий статус и уважение современников.
Наряду с этим, военный историк Давор Мариян из Хорватского института истории считает, что поход Оперативной группы дивизий в Санджак и Черногорию был преждевременным и изначально являлся ошибкой Тито. Существует точка зрения, что немцы преднамеренно позволили партизанам сосредоточиться на труднопроходимой территории, ставшей для них западнёй. Тот факт, что партизаны из неё всё-таки вырвались, стал чудом. Ещё одной серьёзной ошибкой явилось промедление с выходом из подготовленной немцами западни, вызванное ожиданием британской военной миссии, прибытие которой затянулось на несколько дней из-за неблагоприятных метеорологических условий. Это промедление было буквально оплачено тысячами партизанских жизней. На некоторых участках части ОГД были вынуждены вести фронтальные бои, что не характерно для партизанской войны. В таких боях у них были минимальные шансы выжить, что и показали итоги сражения. Потери в Битве на Сутьеске были огромными, особенно во 2-й Далматинской бригаде в боях в районе Горне- и Доне-Баре, где погибла половина её бойцов, а также в 4-й Пролетарской Черногорской бригаде на перевале Любин-Гроб.
Другой хорватский историк Хрвое Класич (хорв. Hrvoje Klasić) отмечает: «Битва на Сутьеске, в которой массово участвовали партизаны — хорваты, в основном из Далмации, является одним из самых ярких моментов в истории Хорватии. Этих людей никто не мобилизовывал, не принуждал присоединиться к борьбе. Эти люди решили бороться со злом в тяжёлых условиях. Но сегодня, вместо того, чтобы гордиться таким поведением части хорватских граждан, потому что в мире почти не было такого мощного движения Сопротивления, мы пытаемся отказаться от яркой части истории».

## Память о сражении

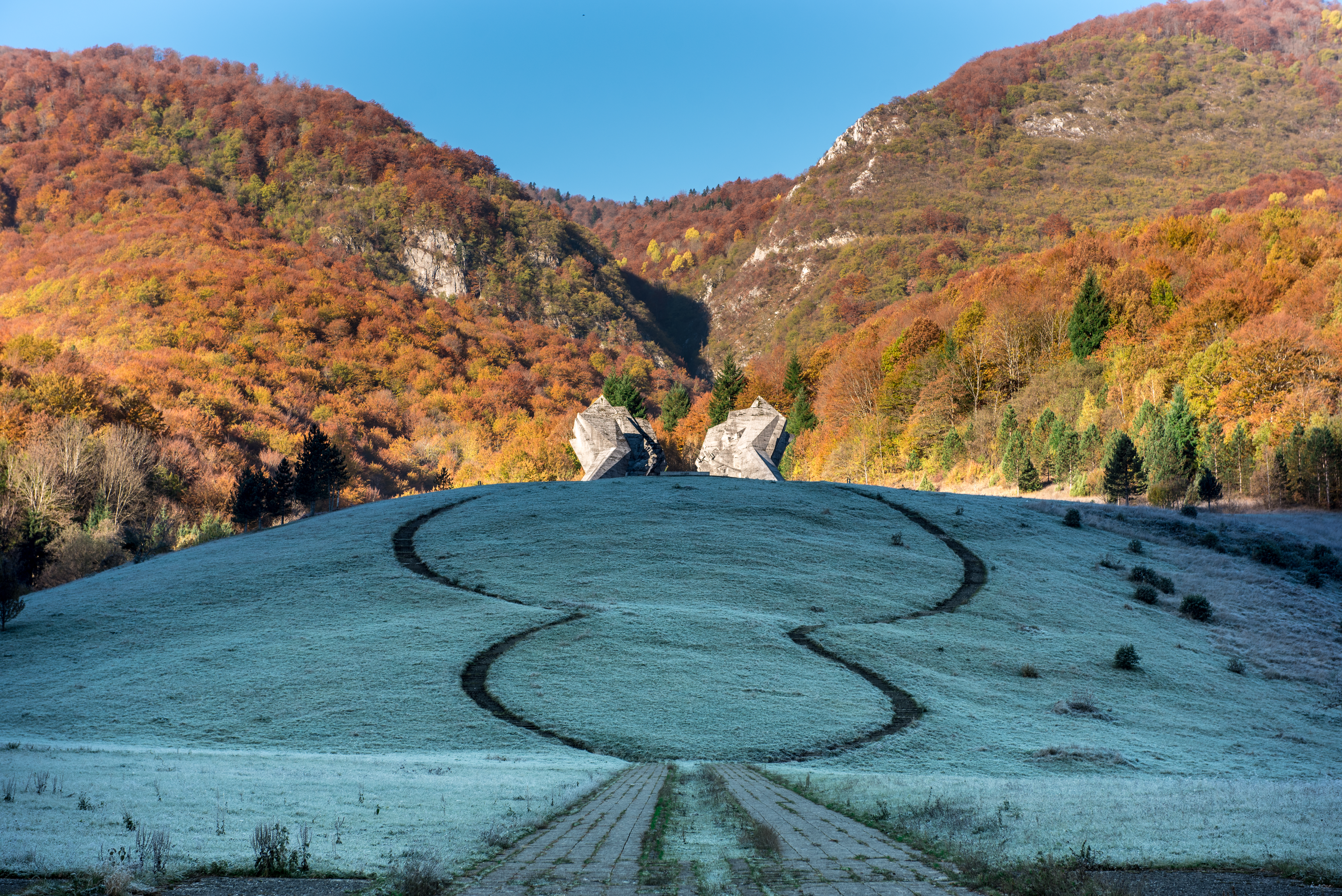
Вид на Мемориальный комплекс «Долина героев» и монументальный памятник погибшим партизанам у села Тьентиште

В память Битвы на Сутьеске в 1974 году был открыт мемориальный комплекс «Долина героев» у села Тьентиште. Главным скульптором и архитектором проекта комплекса стал Миодраг Живкович. Внутренние стены мемориального комплекса украшены фресками Крсто Хедегушича. Со времени своего открытия мемориал являлся местом проведения ежегодных памятных торжеств, приуроченных к годовщинам битвы. На каждую пятую и десятую годовщину событий Второй мировой войны здесь собирались более 100 тысяч человек. В конце 1980-х годов, однако, эта традиция прервалась. Проведение памятных мероприятий на мемориале в Тьентиште возобновилось в 2000 году. С 2011 года комплекс находится под охраной ЮНЕСКО.
Событиям битвы посвящены югославские художественные фильмы «Сутьеска» и «Вершины Зелёной горы». Первый был создан в 1973 году. Главную роль Иосипа Броза Тито в нём исполнил Ричард Бёртон. Второй фильм, вышедший на экраны в 1976 году, повествует о героической обороне перевала Любин-Гроб бойцами 4-й Пролетарской Черногорской ударной бригады. Одну из главных ролей сыграл Сергей Бондарчук.
В югославском фольклоре есть много песен о битве. Одна из самых известных народных песен — «Што то хучи Сутьеска» (сербохорв. Što to huči Sutjeska) — посвящена Саве Ковачевичу. Первоначальный текст песни написал его соратник Пуниша Перович. Мелодия была заимствована из «Песни о Щорсе». Отрывок из текста народной песни о знаменитом полководце выгравирован на мраморной плите одного из памятников мемориального комплекса «Долина героев».
В 1983 году к 40-летней годовщине Битвы на Сутьеске в СФРЮ была выпущена памятная монета из медно-никелевого сплава номиналом 10 динаров.